# Bassewitz

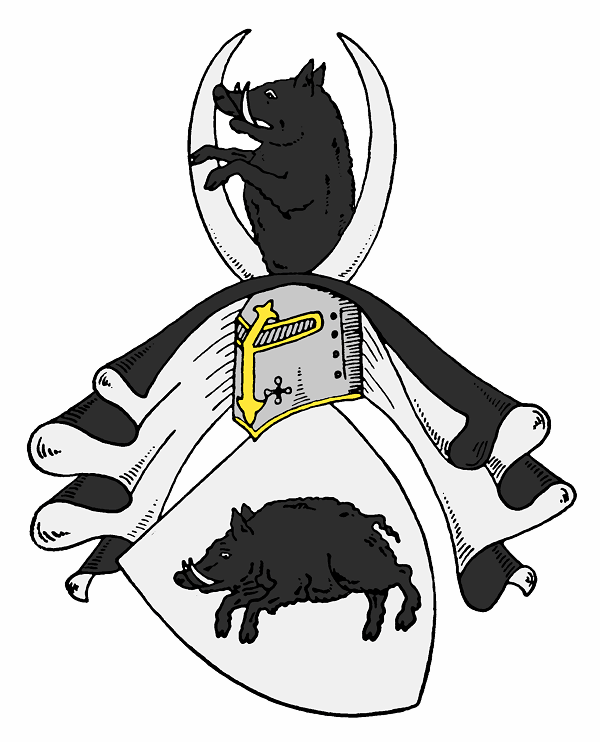
Wappen derer von Bassewitz

Bassewitz ist der Name eines alten mecklenburgischen Adelsgeschlechts, das nach dem westlich von Gnoien gelegenen Basse (heute Ortsteil von Lühburg) benannt ist.

## Ursprung des Familiennamens
Es handelt sich mit großer Wahrscheinlichkeit um einen Herkunftsnamen, gebildet zu dem heute zur mecklenburgischen Gemeinde Lühburg gehörenden Ort Basse(witz) wendischen Ursprungs. Dieser Ort ist als ältester Stammsitz der Familie seit dem 14. Jahrhundert urkundlich bezeugt und war bis 1945 ein Familiengut.
Die slawischstämmige Namensendung -witz hatte ursprünglich eine patronymische Funktion, bezeichnete also die Abstammung. Es ist nicht bekannt, ob die Familie zu den seit dem 12. Jahrhundert im Zuge der deutschen Ostkolonisation eingewanderten Familien gehört oder zu den seit dem 7. Jahrhundert dort ansässigen westslawischen Abodriten, denn eingewanderte deutsche Familien nahmen zu dieser Zeit durchaus den Namen des Orts, an dem sie sich niederließen, als ihren Familiennamen an. Zugleich begannen ursprünglich wendische Familien nun, deutsche Taufnamen anzunehmen. Da die Familie von Bassewitz bereits Anfang des 14. Jahrhunderts im Besitz mehrerer Güter in Mecklenburg urkundlich nachgewiesen ist, erscheint es wahrscheinlicher, dass die Familie wendischen Ursprungs ist.
Der im Wappen vorkommende Keiler – niederdeutsch Bass, Bassen – geht dagegen auf eine volksetymologische Erklärung des ursprünglich slawischen Namens Bassewitz zurück. Darüber hinaus war der Keiler bei vielen Adelsgeschlechtern ein beliebtes heraldisches Symbol. Denn es gilt als wehrhaftes Tier der heimischen Wälder und sollte auf der ritterlichen Rüstung ein Symbol für Mut und Stärke sein.

## Geschichte

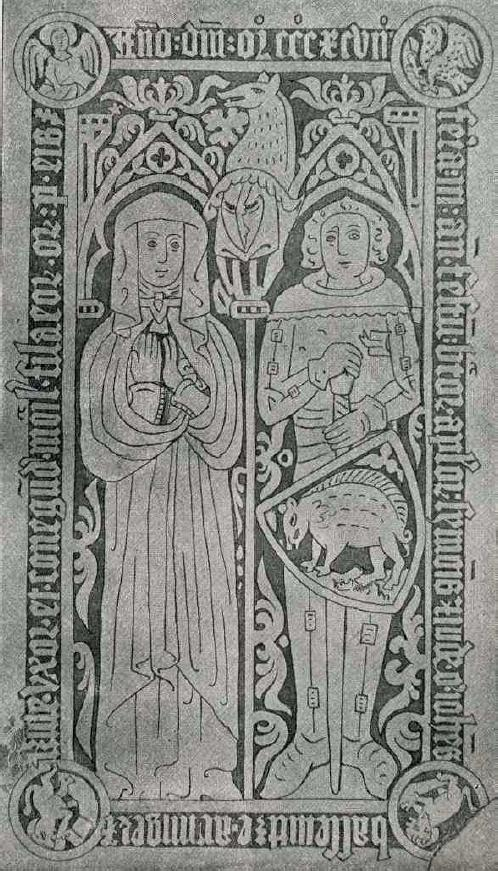
Grabplatte von Johann Bassewitz

### Erste Nennungen
Nach einer heute nicht nachweisbaren Urkunde, deren Existenz und Inhalt allerdings im Jahr 1900 vom Gotha noch beglaubigt wurde, erscheint die Familie erstmals mit Bernhardus de Bassewicze, der 1254 bezeugt haben soll, wie Bischof Friedrich von Ratzeburg der Heiligen-Geist-Kirche in Wismar verschiedene Freiheiten erteilte. Die Existenz der Urkunde ist wissenschaftlich nicht anerkannt. 1308 soll – ebenfalls nicht gesichert nachweisbar – ein Heinrich von Bassewitz gelebt haben. Gesichert ist das Auftreten der Familie erst durch eine Urkunde vom 3. Oktober 1341, die einen Gherardus Basseuitze benennt.
Ab der ersten Hälfte des 14. Jahrhunderts sind mehrere Angehörige der Familie urkundlich belegt. Die vorhandenen Urkunden beziehen sich zumeist auf Rechtsgeschäfte wie Belehnung, Kauf, Pacht, Erbteilung oder Verpfändung von Gütern. Zu den ersten Gütern, die sich seit dem späten Mittelalter im Besitz der Familie befanden und von ihr als Stammhäuser betrachtet wurden, gehören Basse, Dalwitz, Hohen Luckow, Prebberede, Levetzow und Lühburg. Diese Güter liegen teils im Umkreis von Wismar, teils in der Region zwischen Rostock und der Mecklenburgischen Schweiz.
Im Einschreibebuch des Klosters Dobbertin befinden sich 65 Eintragungen von Töchtern der Familien von Bassewitz von 1696 bis 1906 aus Lühburg, Hohen Luckow, Prebberede, Walmstorf, Schönhoff und Schimm, Dalwitz, Schwiesel, Mummendorf, Raguth, Perlin, Lützow, Bristow und Schwerin zur Aufnahme in das dortige adlige Damenstift.

### Teilung der Familie
Die Familie teilte sich um 1355 in zwei Linien: die Mecklenburgische Linie mit Besitztümern im Gebiet des eigentlichen Herzogtums Mecklenburg und die Wendische Linie im Gebiet des weiter östlich um Güstrow und Waren gelegenen wendischen Fürstentums, zu deren Besitz bereits im 14. Jahrhundert Lühburg mit Basse sowie Dalwitz (heute Ortsteil von Walkendorf) und Prebberede zählten. Als Stammvater beider Familienstämme gilt Hans von Bassewitz († 1397), Gutsherr auf Hohenluckow. Über die Teilung der Familie schrieb Bernhardus Latomus rund 250 Jahre später:
Die Bassewitzen haben über dreyhundert Jahr zum Theil im Mecklenburgischen, zum Theil auch im Wendischen Kreiß Ihr Lehn-Güter und Rittersitz gehabt. Und obwohl etliche im Herzogthumb Mecklenburg, etliche aber im Fürstenthumb Wenden gewohnet haben, und noch wohnen, So sind sie dennoch Schildvettern und einer gesambten Hand.
In diese Zeit fällt auch die Belagerung des brandenburgischen Städtchens Kyritz durch den Ritter Kurt (oder Gerd, ein damals oft in der Familie vergebener Name) von Bassewitz. Seine Bezwingung durch die Bürger von Kyritz wird dort heute alle zwei Jahre mit dem Bassewitzfest gefeiert.
1506 stellte die Familie mit fünf urkundlich belegten Angehörigen zwanzig Rösser und Reisige zu einer Fehde Mecklenburgs gegen die Stadt Lübeck auf.

### Beteiligung an der Verfassungsgebung in Mecklenburg
Von historischer Bedeutung ist die Unterzeichnung der Landes-Union am 1. August 1523, zu der sich die mecklenburgischen Landstände, nämlich adlige Ritterschaft‚ Städte und Geistlichkeit, zur Wahrung ihrer verfassungsmäßigen oder herkömmlichen Rechte zusammenschlossen. Hieran beteiligten sich acht Familienangehörige. Ein außerordentlicher Landtag am 20. Juni 1549 beschloss in Sternberg die Einführung der Reformation in Mecklenburg. Auch hieran waren Familienangehörige beteiligt. Um jene Zeit gab es in Mecklenburg etwas über 130 Adelsgeschlechter, die fortan als alteingeboren bezeichnet wurden. Sie genossen gewisse Vorrechte gegenüber den später ins Land gekommenen adligen Familien, eine Unterscheidung, die bis ins 19. Jahrhundert, wenn auch abgeschwächt, fortbestand. Eine weitere wichtige mecklenburgische Verfassungsurkunde, die bis 1918 galt, war der Landesgrundgesetzliche Erbvergleich (LGGEV). Ihn unterzeichneten am 18. April 1755 in Rostock neun Familienangehörige. Als diese landständische Verfassung zustande kam, gab es in Mecklenburg noch 80 alteingeborene Familien, die begütert waren und damit zur Ritterschaft gehörten.

### In fremden Diensten
Der Dreißigjährige Krieg sowie die Nordischen Kriege und die damit verbundenen Durchzüge fremder Truppen belasteten Mecklenburg wirtschaftlich schwer. Die Landwirtschaft war damals wenig einträglich und viele Güter aufgrund zu leistender Kriegskontributionen verschuldet. Zudem bot Mecklenburg nur ein dürftiges Hofleben, hatte kein stehendes Heer und war zeitweilig in verschiedene Herrschaften zerspalten. In der Folge orientierten sich viele heimische Adlige ab der zweiten Hälfte des 17. Jahrhunderts über die Grenzen Mecklenburgs hinaus und traten vermehrt in den Dienst bei verschiedenen Landesfürsten.
Mehrere Angehörige der Familie von Bassewitz traten in schwedische Staats- und Militärdienste und wurden dort teils hoch dekoriert. Dies betrifft die Mecklenburgische Linie, die vor allem im Umkreis von Wismar begütert war. Diese Region von Mecklenburg gehörte noch bis 1803 zum schwedischen Wirkungskreis.
Etwa zeitgleich mit den Diensten für das schwedische Königshaus, von etwa 1690 bis 1760, begaben sich viele Familienangehörige nach Bayreuth in die Dienste der Markgrafen von Brandenburg-Kulmbach-Ansbach-Bayreuth. Dieses Hohenzollernsche Fürstenhaus bildete einen glanzvollen evangelischen Hof, dessen Anziehungskraft weithin wirkte und wo mehrere Angehörige der Familie von Bassewitz fanden, was sie daheim vermissten. Sie erwarben dort aber keinen Grundbesitz, sondern kehrten – teils nach sehr vielen Jahren – in ihre mecklenburgische Heimat zurück, nachdem sie im Hof-, Staats- und Militärdienst oft hohe Stellungen eingenommen hatten.

### Regierungsämter
Der Wendischen Linie entstammte Henning Friedrich Graf von Bassewitz (1680–1749), der in Diensten des Herzogs Karl Friedrich von Schleswig-Holstein-Gottorf stand, für seine diplomatischen Verdienste 1726 in den Reichsgrafenstand erhoben und mit Grundbesitz in Estland, Lettland und Holstein belehnt wurde. Vier seiner Nachfahren bekleideten als Geheimratspräsidenten oder Ministerpräsidenten höchste Ämter im Land Mecklenburg: Carl Friedrich Graf von Bassewitz (1720–1783), Bernhard Friedrich Graf von Bassewitz (1756–1816) und Henning Karl Friedrich Graf von Bassewitz (1814–1885) waren mecklenburgische Geheimratspräsidenten, Carl Graf von Bassewitz-Levetzow (1855–1921) war von 1901 bis 1914 mecklenburgischer Ministerpräsident. Stammvater aller heute lebenden Grafen von Bassewitz ist Adolph Christian Ulrich Graf von Bassewitz.
Auch Angehörige der Mecklenburgischen Linie bekleideten hohe Staatsämter. Hierzu gehört Friedrich Magnus von Bassewitz (1773–1858), Regierungspräsident in Potsdam und Oberpräsident der Provinz Brandenburg, Ehrenbürger der Städte Berlin und Potsdam. Ebenso zu nennen ist sein Großneffe Hans Barthold von Bassewitz (1867–1949), Staatsminister im Herzogtum Sachsen-Coburg und Gotha.

## Wappen
Das Stammwappen zeigt in Silber einen springenden schwarzen Keiler (Basse). Auf dem Helm mit schwarz-silbernen Decken ein wachsender schwarzer Keiler zwischen zwei zugekehrten silbernen Hauern. Damit führt die Familie ein sogenanntes sprechendes Wappen.
Beim Uradel gab es noch keine Wappenverleihungen, wie sie später beim Briefadel üblich wurden, sondern die Ritter wählten die Bemalung ihrer Wappenschilde als Erkennungszeichen frei aus. Im Falle der Bassewitz wurde dabei der ursprünglich slawischstämmige Name „Bassewitz“ volksetymologisch an niederdeutsch-mecklenburgisch Bass für den „Keiler“ oder „Eber“ angelehnt und ein solcher sodann in das Wappen übernommen. George Hesekiel schildert in seinem Gedichtband Wappensagen (2. Auflage, Halle 1881) in Form einer Erklärungssage, wie ein Ritter Bernd von Bassewitz seinen mecklenburgischen Landesherrn gerettet habe, indem er ihn der Fährte eines Keilers folgend aus dem Kampfgetümmel durch ein Dickicht in Sicherheit brachte, wofür er vom Fürsten das Keilerwappen verliehen bekam.
Das 1726 verliehene gräfliche Wappen zeigt in der Mitte einen silbernen Schild mit einem schwarzen springenden Keiler. Um dieses Stammwappen der Familie von Bassewitz sind fünf Felder angeordnet: Oben zwei nebeneinander stehende Säulen, rechts ein Stierkopf mit Nasenring (Mecklenburg), links ein Greif (Livland), unten rechts ein gekrönter Löwe (Estland) und unten links ein Lorbeerkranz über einem Palmbaum (Familie von Clausenheim). Über dem Schild sind drei Helme, einer mit schwarz-silberner Decke und schwarzem wachsendem Keiler zwischen zwei Hauern (Stammwappen der Familie von Bassewitz), in der Mitte einer mit rot-silberner Decke und zwei Säulen, und der dritte Helm mit blau-gelber Decke und Palmbaum zwischen offenem schwarzem Adlerflug (Familie von Clausenheim).
| - Wappengrafik von Otto Hupp im Münchener Kalender von 1918 - Wappen der Grafen von Bassewitz |

## Standeserhöhungen und Wappen- sowie Namensmehrungen
- Vor 1720 – Freiherren von Bassewitz

Zweimal verliehen vom schwedischen Königshaus an die Brüder Ulrich Carl von Bassewitz (1679–1715) und Adolf Friedrich von Bassewitz (1681–1740). Nicht fortgeführt, da beide unverheiratet und kinderlos blieben.
- 1720 – Leoparden des englischen Königswappens als Schildträger

Verliehen vom englischen König an Adolf Friedrich von Bassewitz (1681–1740), der als königlich großbritannisch-braunschweig-lüneburgischer envoyé extraordinaire 1719 den Friedensschluss zwischen Großbritannien und Schweden herbeiführte. Wappenmehrung wurde nicht fortgeführt, da Adolf Friedrich von Bassewitz unverheiratet blieb und keine Nachkommen hatte.
- 1726 – Grafen von Bassewitz[12]

Immatrikulation bei der estnischen Ritterschaft am 29. Januar 1725 und Erhebung in den Reichsgrafenstand am 9. Juni 1726 in Wien für Henning Friedrich von Bassewitz als kaiserlich römisch und kaiserlich russischer Geheimrat, herzoglich Holstein-Gottorfer Geheimer Ratspräsident und Oberhofmarschall. Mecklenburg-Schweriner Anerkennung am 29. Oktober 1745 für denselben als herzoglich Mecklenburg-Schweriner Geheimer Rat und Regierungspräsident.
- 1810 – für die Geschwister Christian Friedrich und Louise Friedrike, natürliche Kinder des Kammerherrn Henning Friedrich Graf von Bassewitz-Lüdershagen[13]
- 1823 – Grafen von Bassewitz-Schlitz

Mecklenburg-Schweriner Namens- und Wappenvereinigung mit den Grafen von Schlitz, Freiherrn von Labes, am 20. Juni 1823 in Schwerin für Heinrich Graf von Bassewitz, Schwiegersohn und Erbe des herzoglich Mecklenburg-Strelitzer Gesandten Hans Graf von Schlitz, Freiherrn von Labes, Erbauer der Burg Schlitz in Mecklenburg.
- 1869 – Grafen von Bassewitz-Levetzow

Preußische Namen- und Wappenvereinigung mit den von Levetzow, verbunden mit dem Besitz des Fideikommiss Kläden, am 2. Oktober 1869 in Baden-Baden für Carl Graf von Bassewitz. Preußisches Diplom am 7. November 1884 in Berlin für dessen Sohn und Erben Bernhard Graf von Bassewitz. Letzter männlicher Träger des Namens war Georg Werner Graf von Bassewitz-Levetzow aus der Linie Kläden (1925–2016). Zum Besitz der Linie gehörte das Gut Bristow.
- Nach 1860 – Grafen von Bassewitz-Behr

Namensmehrung tritt erstmals in Erscheinung bei Graf Adolph von Bassewitz-Behr (* 15. Juli 1849 in Neustrelitz; † 20./21. November 1915 in Lützow), einem Sohn von Graf Henning von Bassewitz (1814–1885) und dessen Frau Marie von Behr (1822–1860). Letzter Träger dieses Namens war der nationalsozialistische Kriegsverbrecher Georg-Henning Graf von Bassewitz-Behr.

## Historischer Besitz

### Stammgüter seit dem Mittelalter
Das Stammgut Basse, heute Ortsteil von Lühburg im Landkreis Rostock, gehörte seit spätestens dem 14. Jahrhundert der Familie und blieb bis 1945 in ihrem Besitz. Die dortige Dorfkirche Basse aus dem 13. und 14. Jahrhundert wurde 1364 erstmals urkundlich genannt und enthält mehrere historische Bassewitz-Grabplatten, die älteste von 1391, ferner Reste von mittelalterlichen Glasfenstern sowie zwei Patronatsgestühle mit Bassewitz-Wappen von 1542 und 1567 und eine Patronatsloge von 1711. Neben der Kirche befindet sich der noch heute genutzte Familienfriedhof mit Grabkapelle.

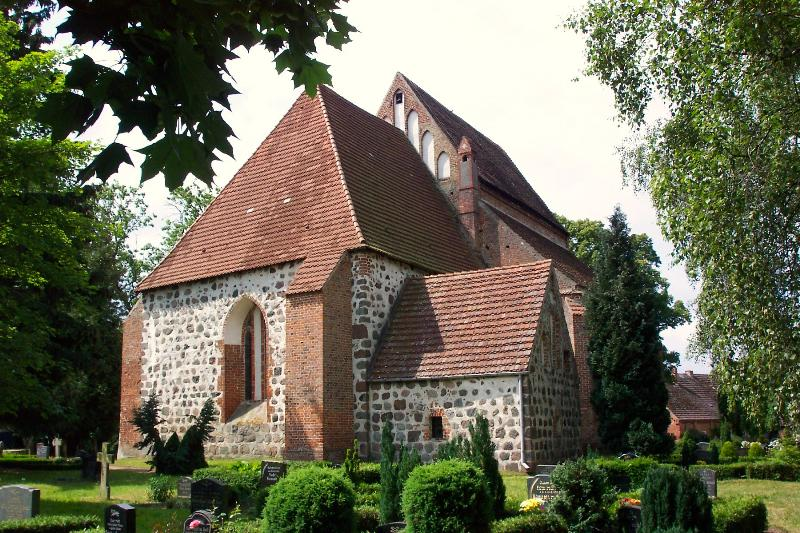
Dorfkirche Basse
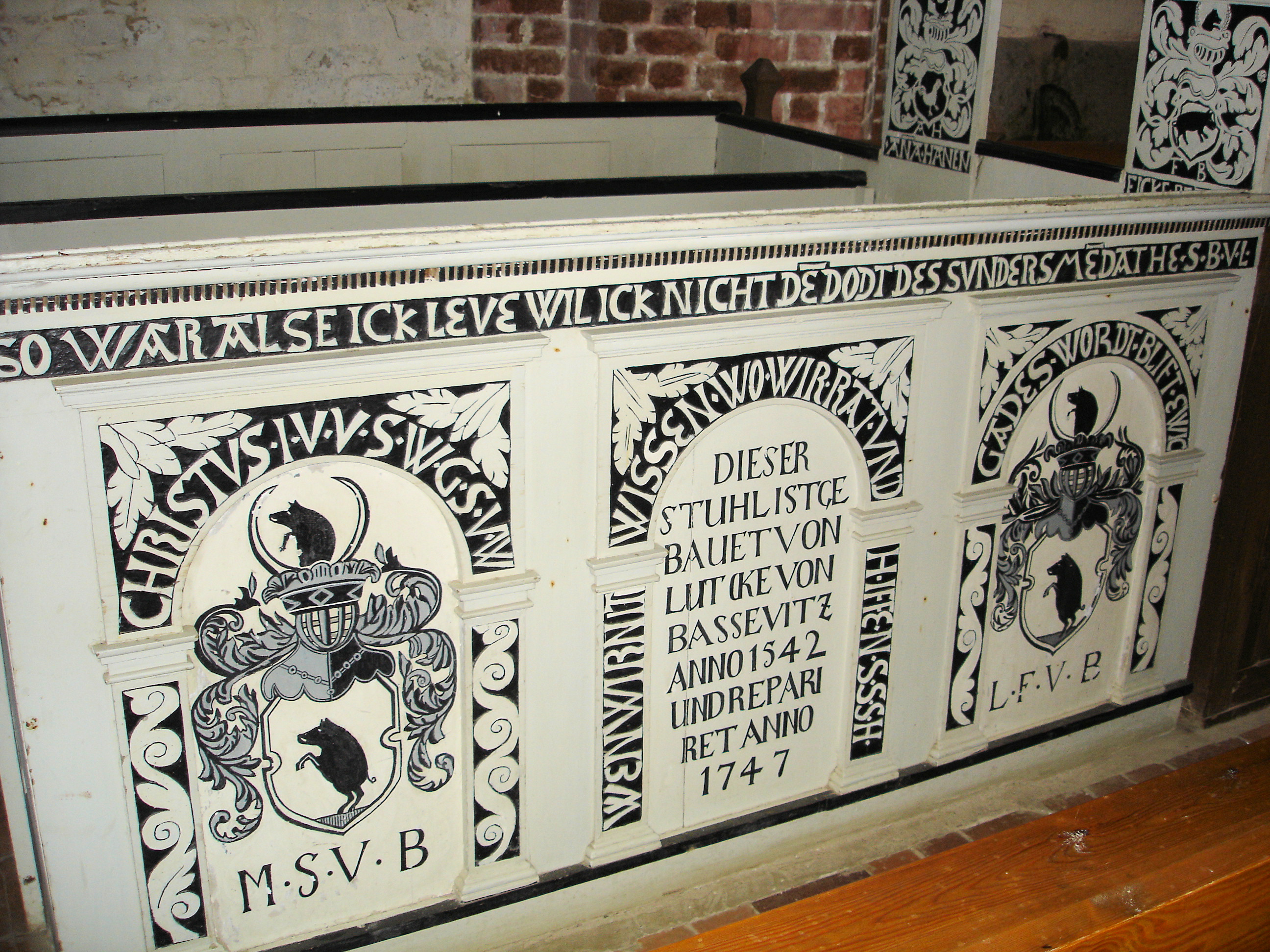
Patronatsgestühl von 1542
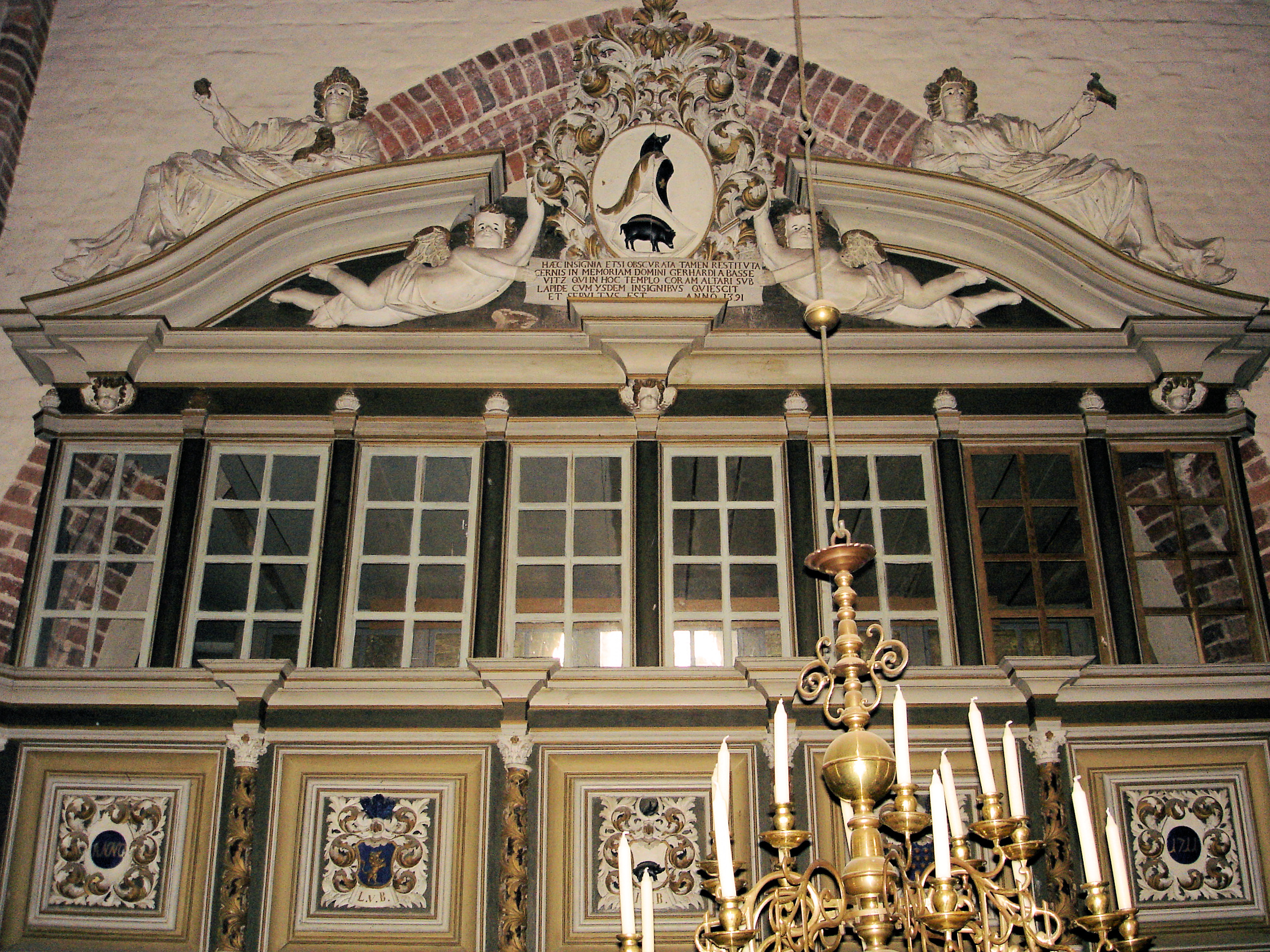
Patronatsloge von 1711
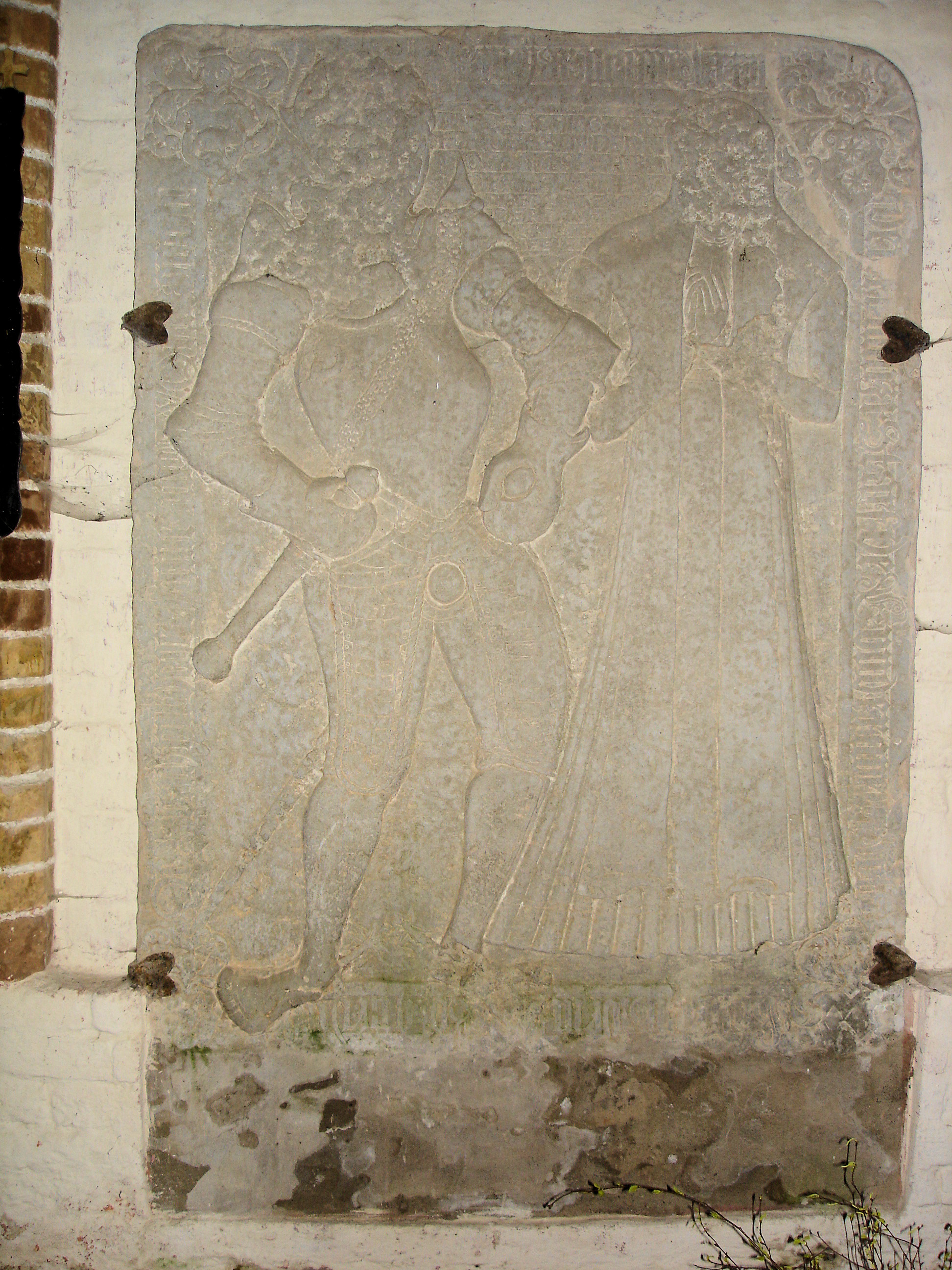
Grabplatte
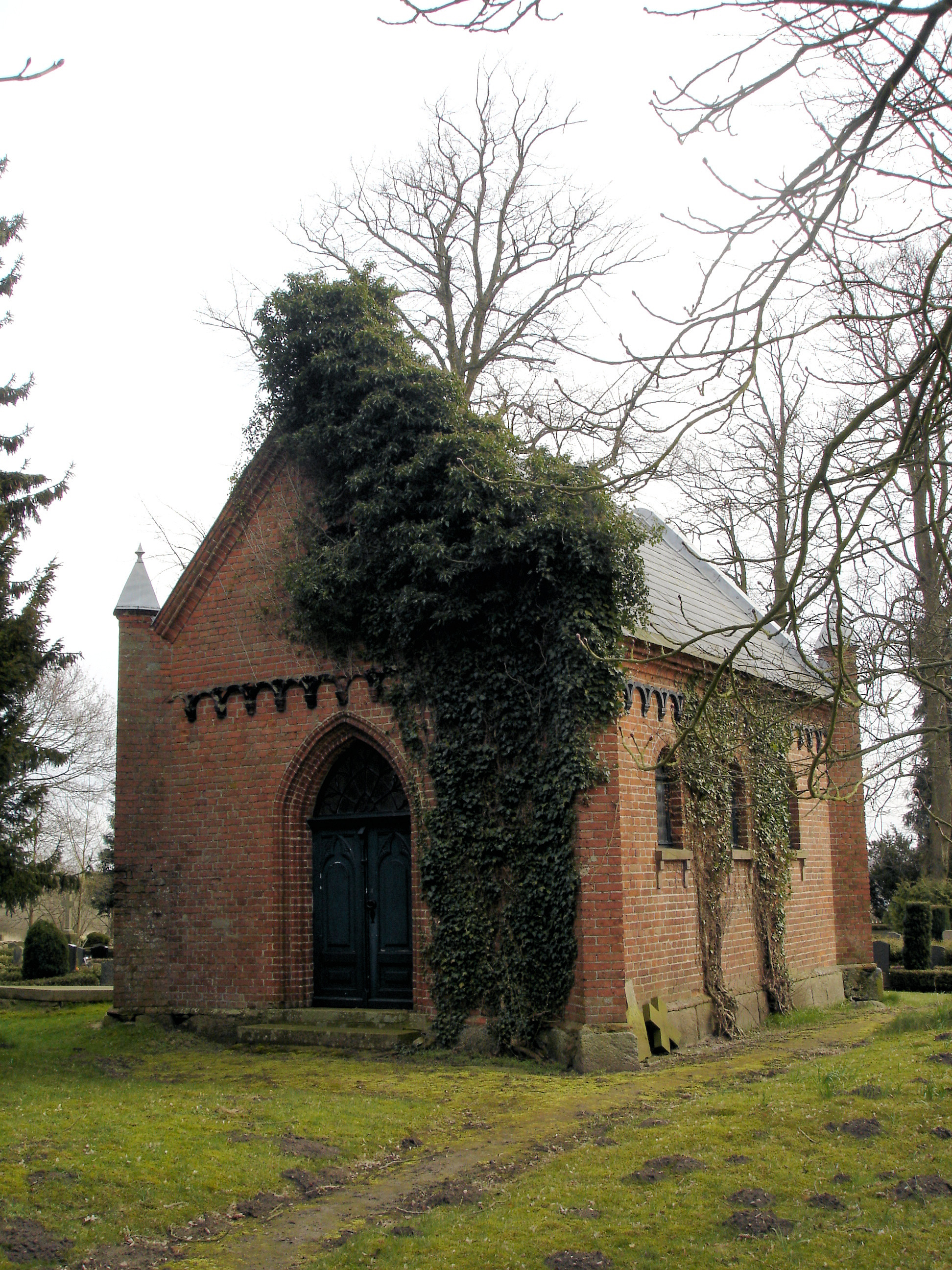
Erbbegräbnis

Das Gut Dalwitz im Landkreis Rostock gehörte von 1349 bis zur Enteignung 1945 der Familie; nach 1992 erwarb es der Landwirt Heinrich Graf von Bassewitz (* 1954) zurück und bewirtschaftet dort heute 600 ha Acker, 700 ha Forst und 300 ha Grünland in ökologischer Landwirtschaft. Das Gutshaus mit seinem Wallgraben stammt von 1726; es wurde 1855 im Tudorstil um- und ausgebaut und wird heute als Wohn- und Gästehaus genutzt. Die Einfahrt wird von zwei Pfeilern mit aufgesetzten Bronzekeilern („Bassen“) flankiert.
Das Gut Lühburg befand sich ebenfalls seit dem 14. Jahrhundert (mit Unterbrechung von 1782 bis 1858) bis 1945 im Familienbesitz, das Herrenhaus entstand um 1725/30. Seit 2010 wird es wieder von einer Nachfahrin der Familie bewohnt. Zur Gemeinde Lühburg gehört neben Basse auch Repnitz, dessen Gut sich seit vor 1460 bis 1782 und von 1901 bis 1945 in Bassewitz'schem Besitz befand.

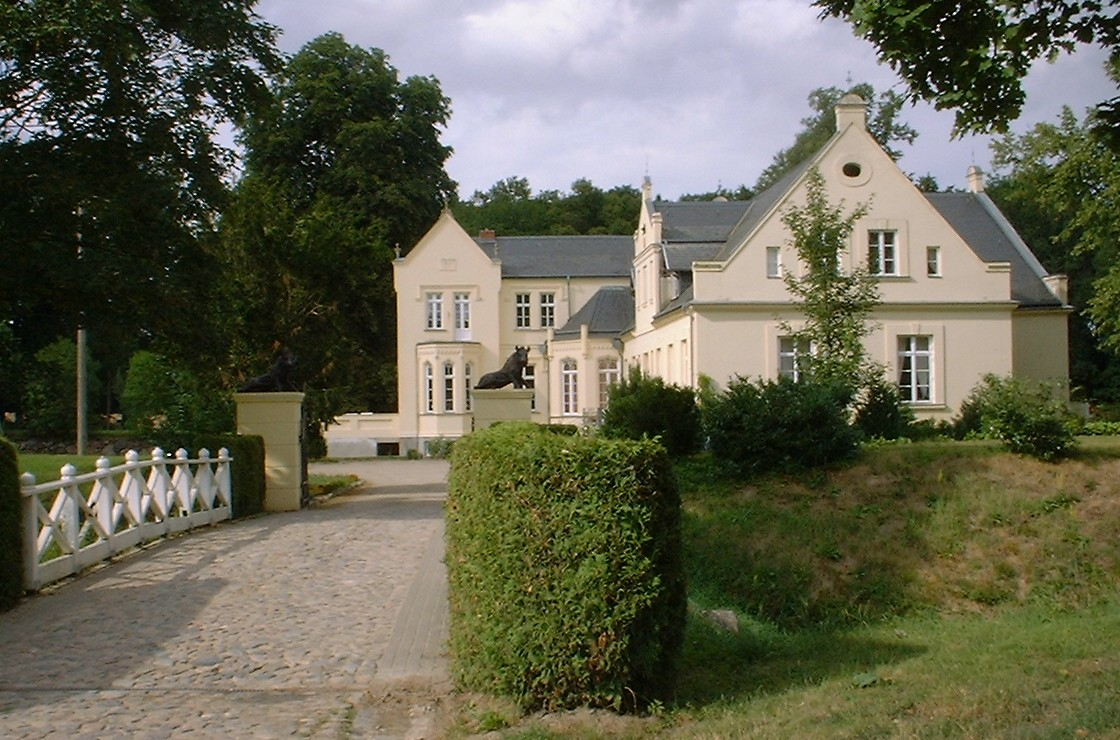
Dalwitz
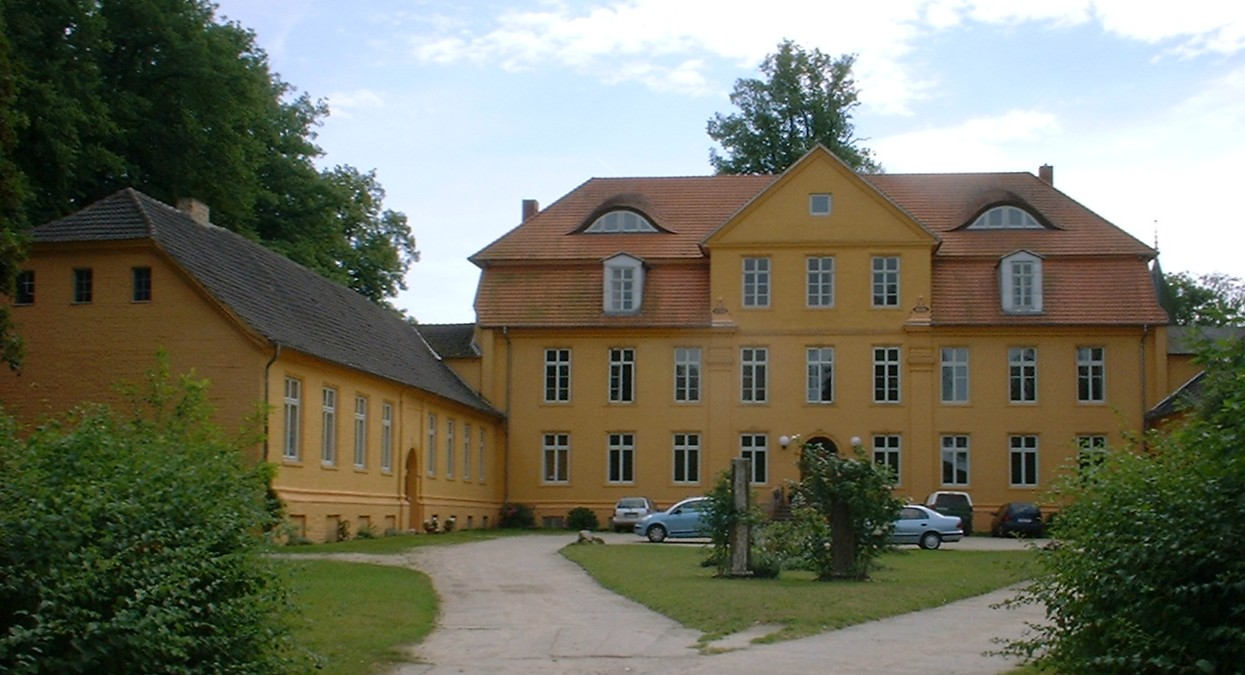
Lühburg
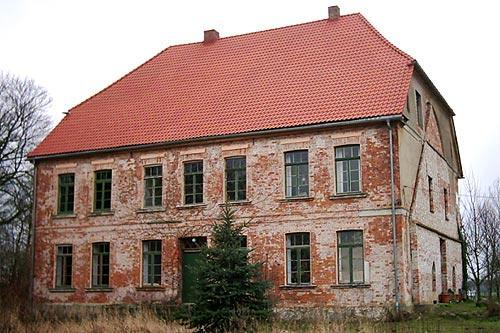
Repnitz

Das Gut Hohen Luckow im Landkreis Rostock befand sich ebenfalls seit dem späten Mittelalter (bis 1810) im Besitz der Familie. Das Herrenhaus Hohen Luckow wurde 1707 von Christoph von Bassewitz erbaut. Der Große Saal ist mit den farbigen Wappen seiner 32 Urururgroßeltern geschmückt. Nach seinem Tod erbte sein Vetter dritten Grades Detlof Hans von Bassewitz Hohen Luckow und übernahm die Bezahlung der auf dem Gut lastenden Schulden sowie die Auszahlung an die Verwandten. Zuvor hatte er bereits von seinem Vetter ersten Grades Adolf Friedrich von Bassewitz u. a. die Güter Bibow, Jarchow, Holldorf und Neuhof geerbt.
Zu den ältesten Familienbesitzen zählte ferner Prebberede, ebenfalls im Landkreis Rostock gelegen; das Gut war von 1395 bis 1945 im Besitz der Familie. Von 1772 bis 1778 wurde vom Baumeister Sidon aus Güstrow für Carl Friedrich Graf von Bassewitz das Schloss Prebberede samt Marstall errichtet; es zählt – wie Hohen Luckow – zu den bedeutendsten barocken Herrenhäusern Mecklenburgs. Der Barockpark wurde 1800 zu einem Landschaftspark umgestaltet, 1862 entstand im Park eine neugotische Kapelle als Familiengruft.
Das 670 ha umfassende Gut Poggelow im Landkreis Rostock gehörte ebenfalls zu den alten Familiengütern, es war seit dem 14. Jahrhundert bis 1891 in Bassewitz'schem Besitz. Das Herrenhaus in einem Landschaftspark mit See wurde von 1848 im Tudorstil nach Plänen von Friedrich Hitzig erbaut.
Wohrenstorf im Landkreis Rostock befand sich von 1402 bis 1945 (mit Unterbrechung 1732–1771) im Besitz der Familie, zuletzt des Grafen Gerd von Bassewitz.

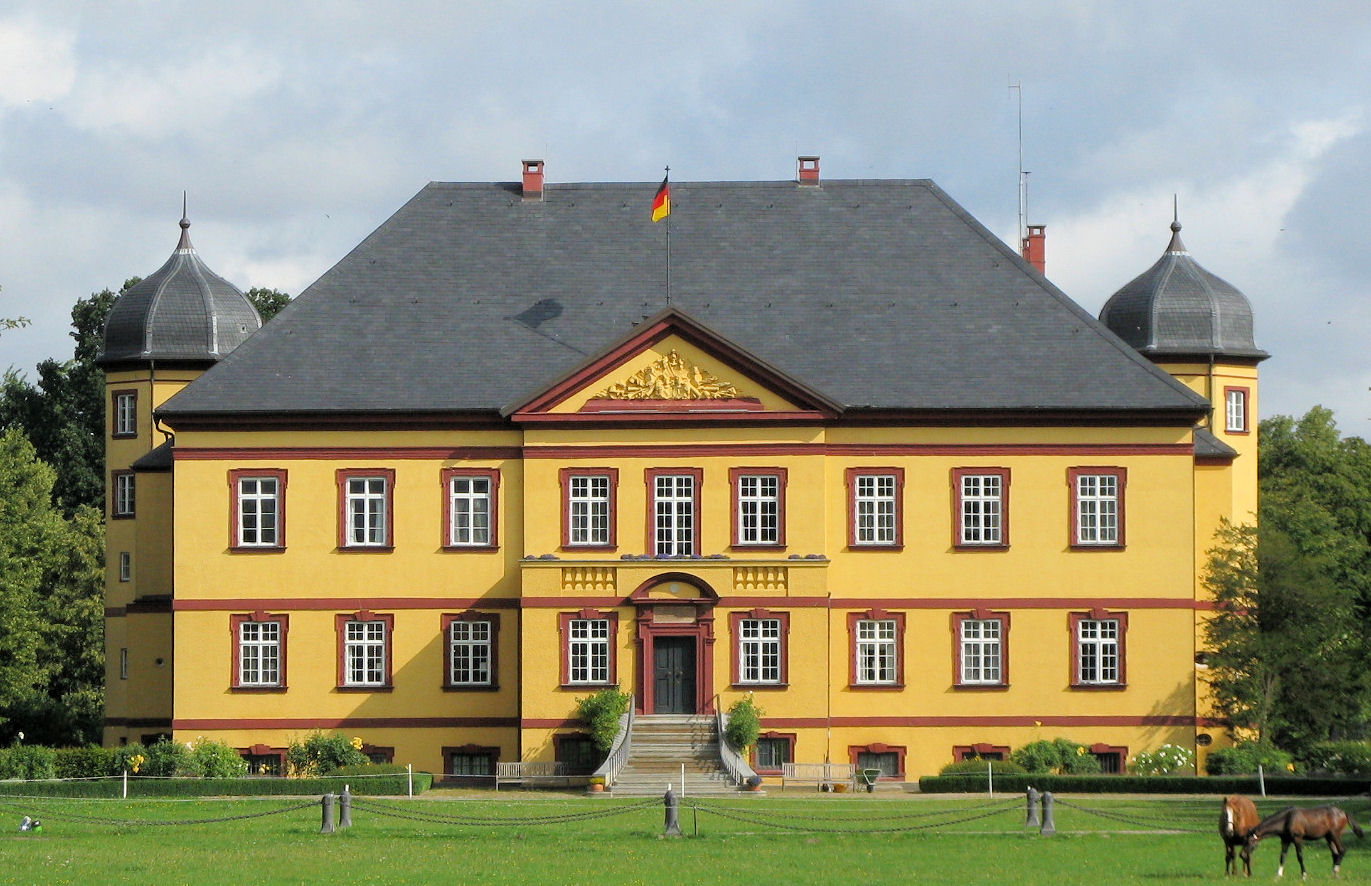
Hohen Luckow
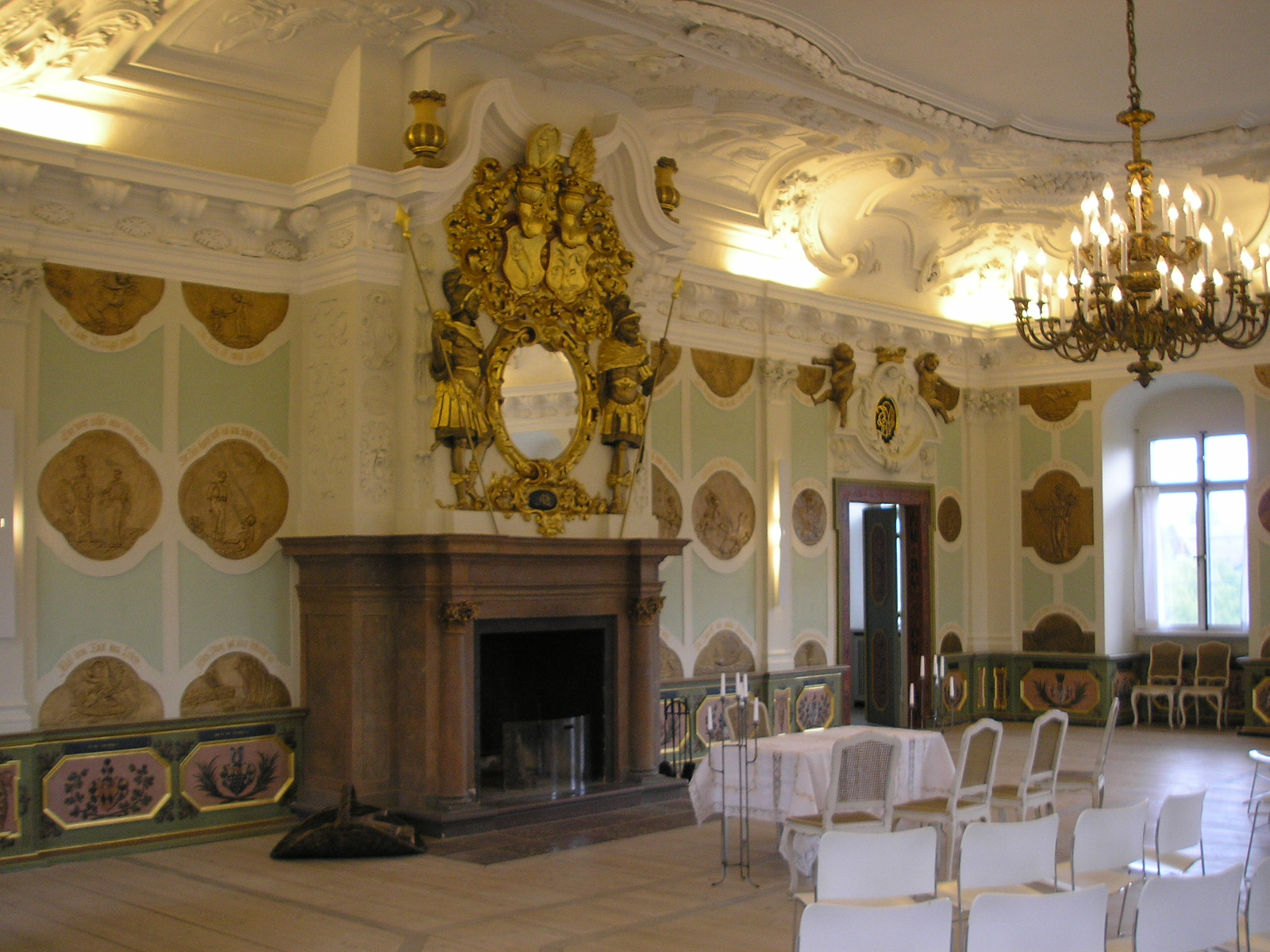
Rittersaal in Hohen Luckow
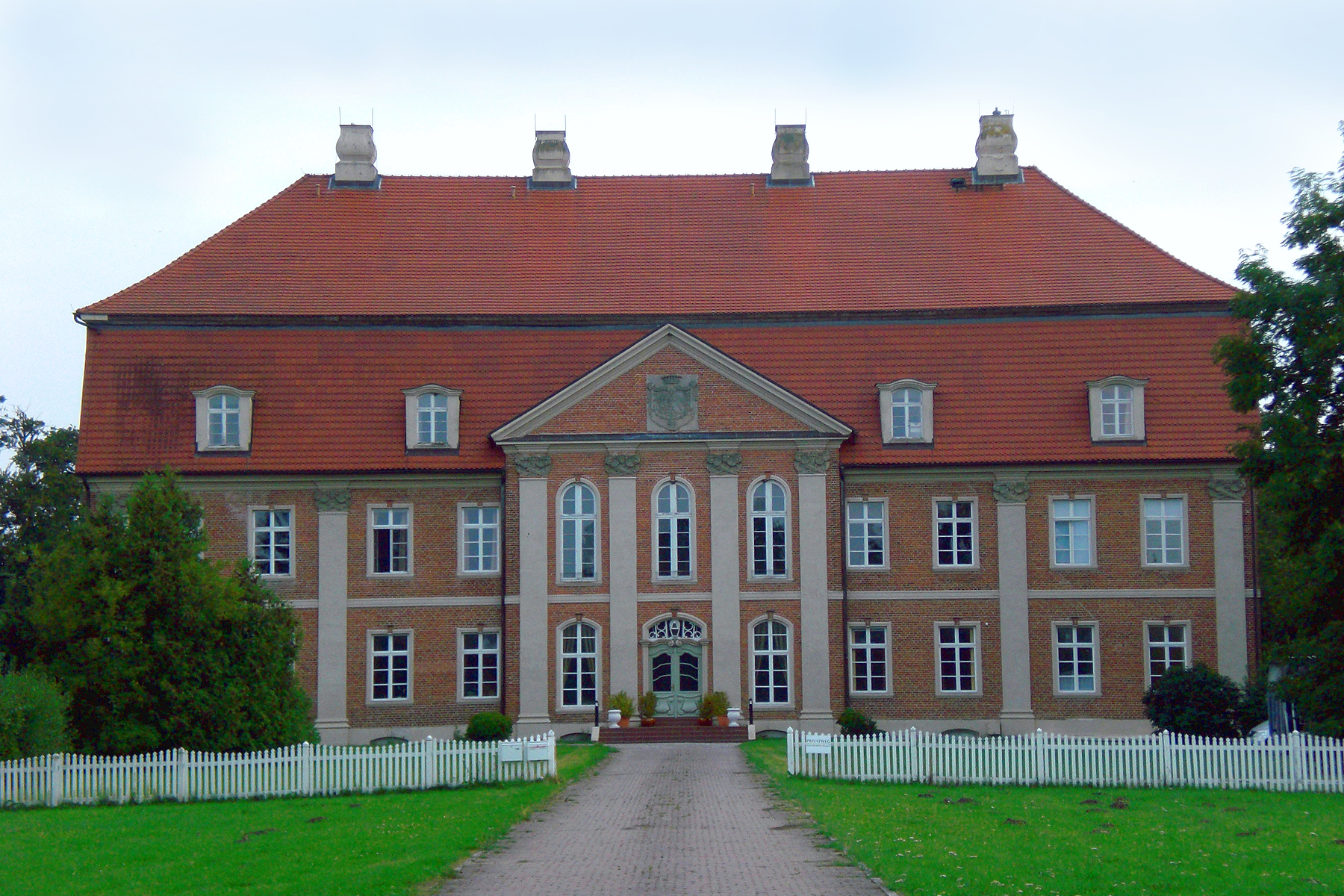
Prebberede
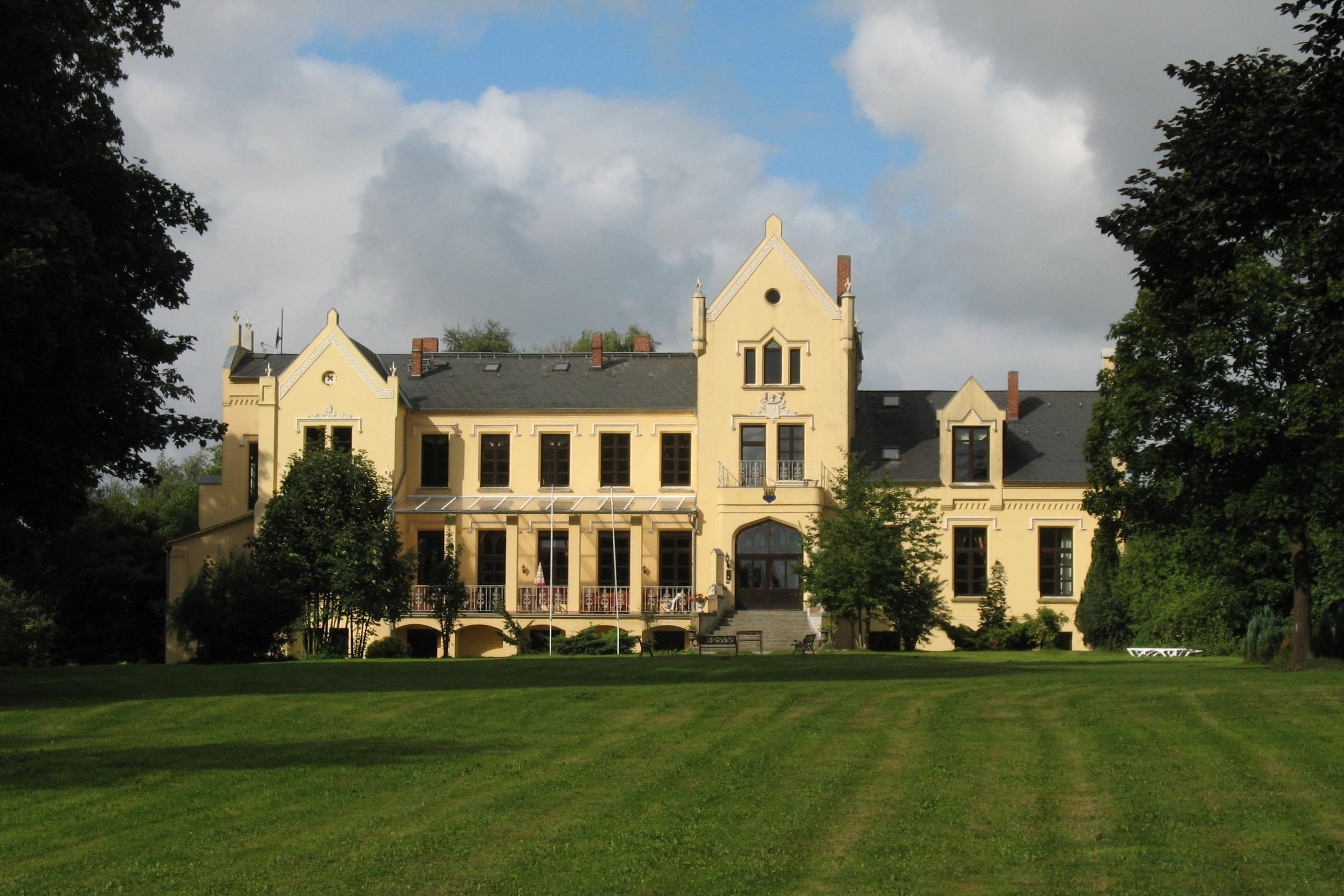
Poggelow
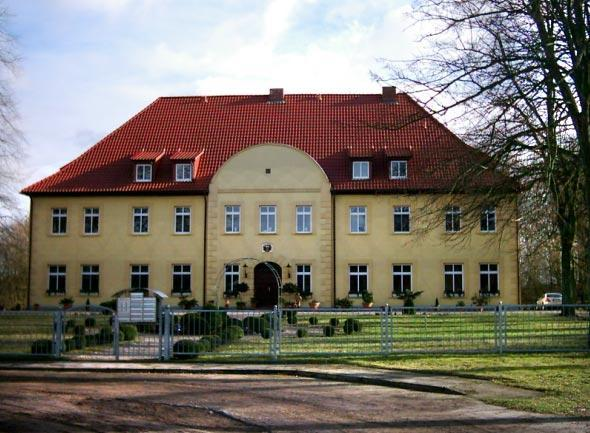
Wohrenstorf

### Neuzeitlicher Besitz
In der frühen Neuzeit befanden sich – neben Hohen Luckow – zeitweise unter anderem die Güter Bülow, Kahlenberg, Levetzow, Wendorf (ab 1789 Schönhof genannt) und Thorstorf im Besitz des Heinrich Vicke von Bassewitz (1469–1517). Seine Söhne, darunter Achim von Bassewitz, nahmen 1512 eine große allgemeine Güterteilung vor, die 1521, als alle Brüder volljährig waren, als Erbvergleich nochmals bestätigt wurde, woran auch einige Vettern beteiligt waren.
Von 1734 bis 1890 war das Gut Gneven im Familienbesitz.
1764 erbte Ulrich Carl Adolph von Bassewitz (1729–1798) das Gut Wendorf (ab 1789 Schönhof) und kaufte um 1770 die Güter Schimm und Tarzow bei Wismar hinzu.
Bristow im Landkreis Rostock befand sich von 1845 bis 1945 im Besitz der Grafen von Bassewitz-Levetzow. Das Gutshaus mit Marstall im Tudorstil stammt von 1866, neben der Dorfkirche Bristow befindet sich eine Bassewitz'sche Grabkapelle.
Das Gut Dersentin im Landkreis Rostock kam 1841 durch die Heirat eines Heinrich von Bassewitz mit Helene Krüger in Familienbesitz, die das Herrenhaus im Stil des Klassizismus neu erbauten; der Besitz blieb bis zur Enteignung 1945 in der Familie.
Diekhof im Landkreis Rostock war ab 1845 bis zum Anfang des 20. Jahrhunderts im direkten Besitz, bei der Fideikommissherrin Elisabeth Gräfin Schlieffen, geborene Gräfin Bassewitz-Diekhof (1849–1913), dann zur Enteignung 1945 bei ihrem Enkel als Erben Ernst Albrecht Graf Schlieffen. Das dreiflügelige Schloss mit Ehrenhof und Kavaliershäusern (um 1732–1739 erbaut) brannte 1945 ab, ein Seitenflügel und die Kapelle von 1768 blieben erhalten.
1959 ging der Stammhof Drage (historisch: Adeliges Gut Drage) durch Erbschaft in das Eigentum der Familie v. Bassewitz über (zuvor Grafen zu Rantzau).
Fuchshöfen in Ostpreußen kam durch Christiane von Wangenheim (1791–1873) in die Familie, die den Oberforstmeister Barthold Johann von Bassewitz (1782–1827) heiratete. Letzter Gutsbesitzer war Friedrich von Bassewitz (1898–1945).
Kläden mit Darnewitz in der Altmark kam im 19. Jahrhundert aus der Familie von Levetzow an Carl Graf von Bassewitz-Levetzow. Zum Besitz dieser Linie gehörte auch das mecklenburgische Gut Bristow.
Lützow in Nordwestmecklenburg kam durch Heirat 1866 aus der Familie von Behr an die Grafen von Bassewitz-Behr, die es bis 1945 besaßen.
Schwiessel kam 1838 an den Kammerherrn Adolph Christian Ulrich Graf von Bassewitz auf Prebberede, der seinen ererbten Besitz erheblich vergrößerte und zuletzt die mecklenburgischen Güter Prebberede, Jahmen, Grieve, Dalwitz, Stierow, Stechow, Poggelow, Schwiessel, Gr. und Kl. Bützin, Neuheinde, Wohrenstorf, Vietow, Horst und Weitendorf besaß. In den 1860er Jahren ließ sein Sohn, Graf Henning von Bassewitz-Schwiessel, Herr auf Schwiessel, Walkendorf und Dorotheenwalde, das Neue Schloss in Schwiessel im Tudorstil errichten, das heute Ruine ist; das stilvolle alte Fachwerkgutshaus aus der Barockzeit wurde danach als Gutsverwalterhaus weitergenutzt. Bis zur Enteignung im Jahr 1945 blieb Schwiessel im Familienbesitz.
Die sogenannte Burg Schlitz, ein ab 1806 errichtetes klassizistisches Herrenhaus in der Mecklenburgischen Schweiz, kam durch die Heirat der Tochter des Bauherrn Hans von Labes (1763–1831), adoptierter Graf von Schlitz genannt Görtz, an ihren Ehemann Heinrich Graf von Bassewitz-Schlitz (1799–1861), Besitzer von Perlin (seit 1795 in der Familie). 1931 musste die Burg Schlitz und 1934 Perlin im Konkurs verkauft werden. Von 1929 bis 1945 besaß die Linie Bassewitz-Schlitz das Schloss Ulrichshusen.
1864 erwarben die Grafen Bassewitz auf Prebberede das Gut Wesselstorf, das bis 1945 im Familienbesitz blieb.

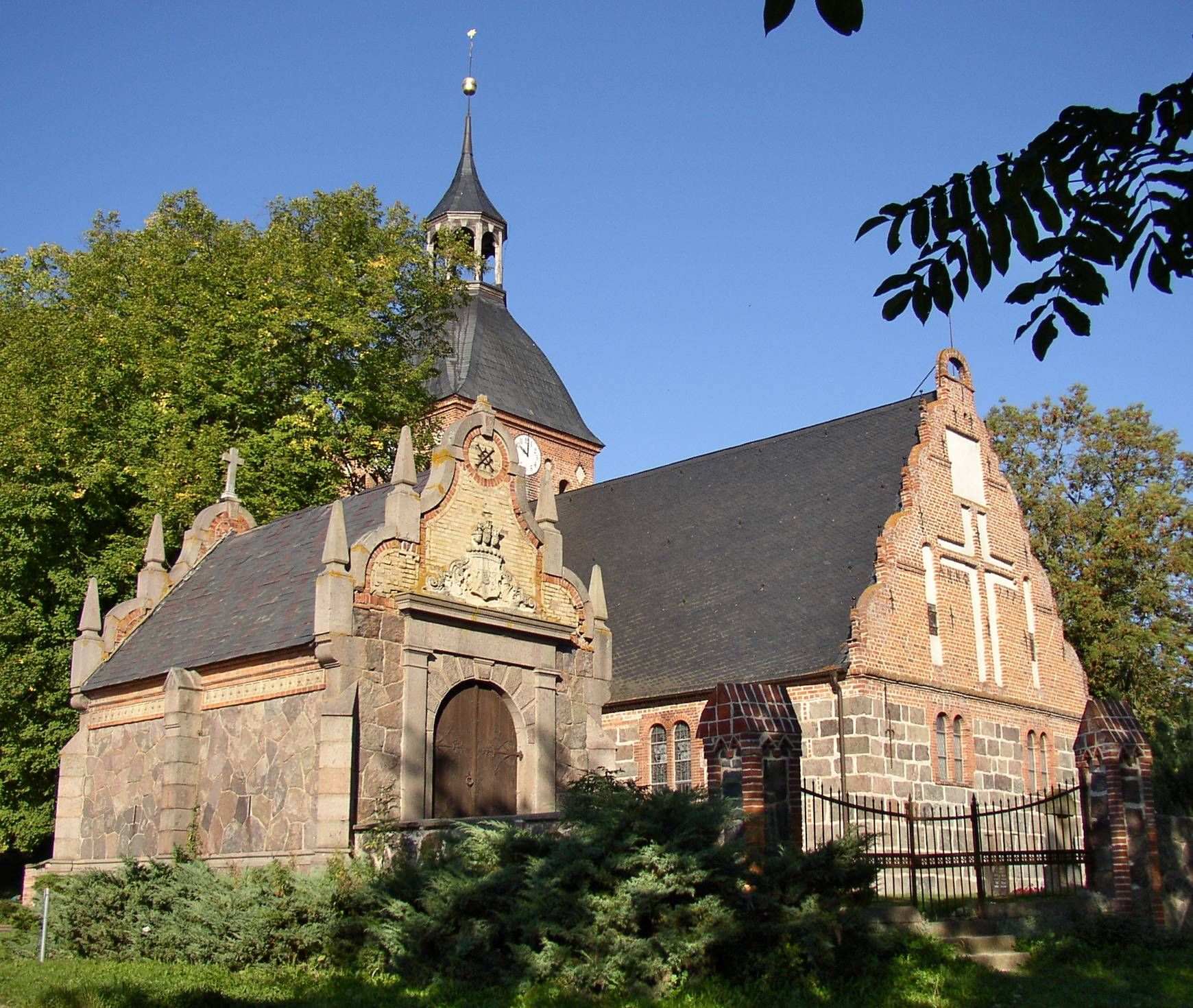
Grabkapelle und Dorfkirche Bristow
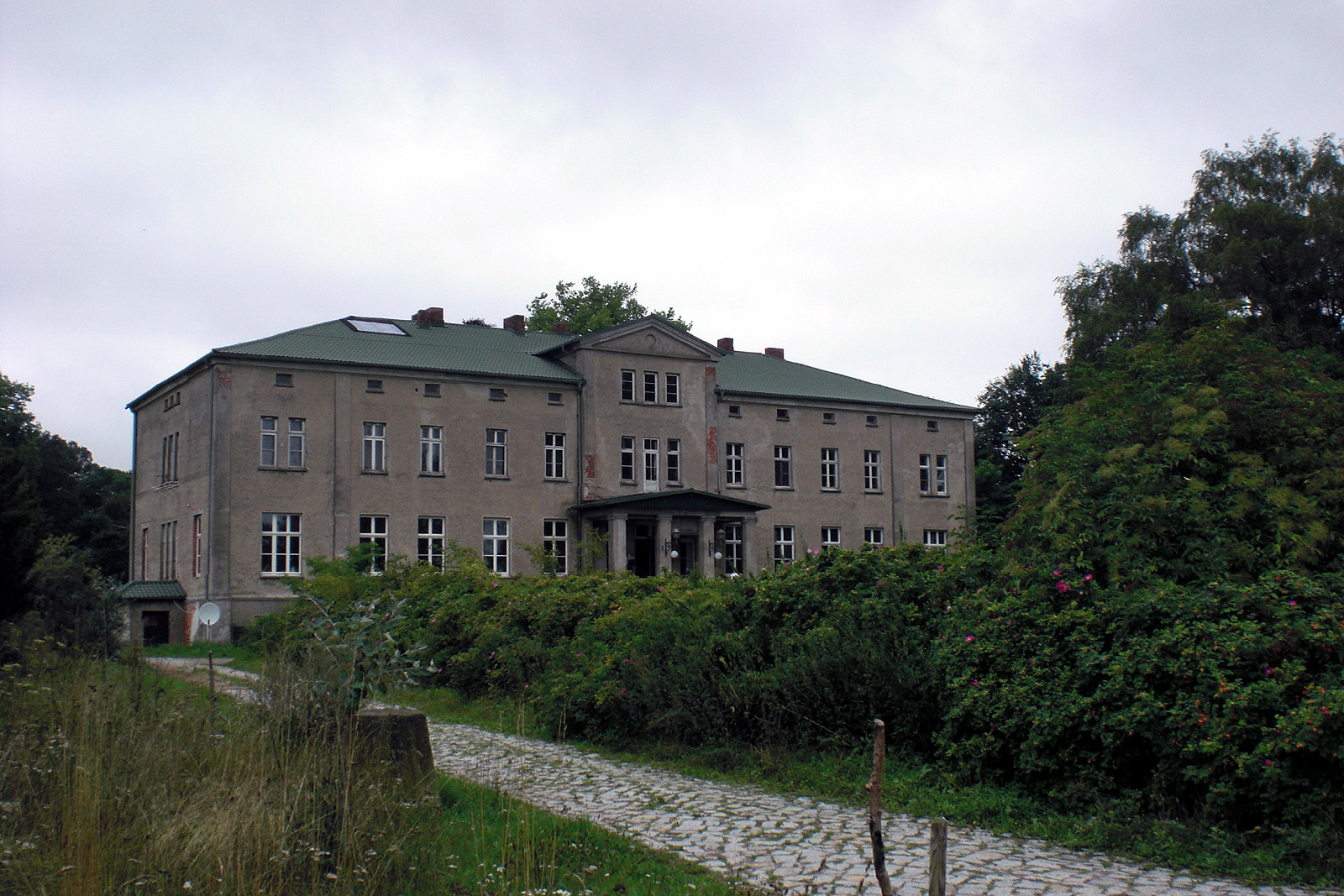
Dersentin
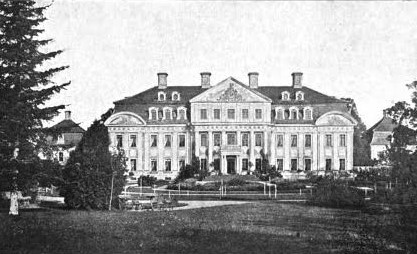
Diekhof
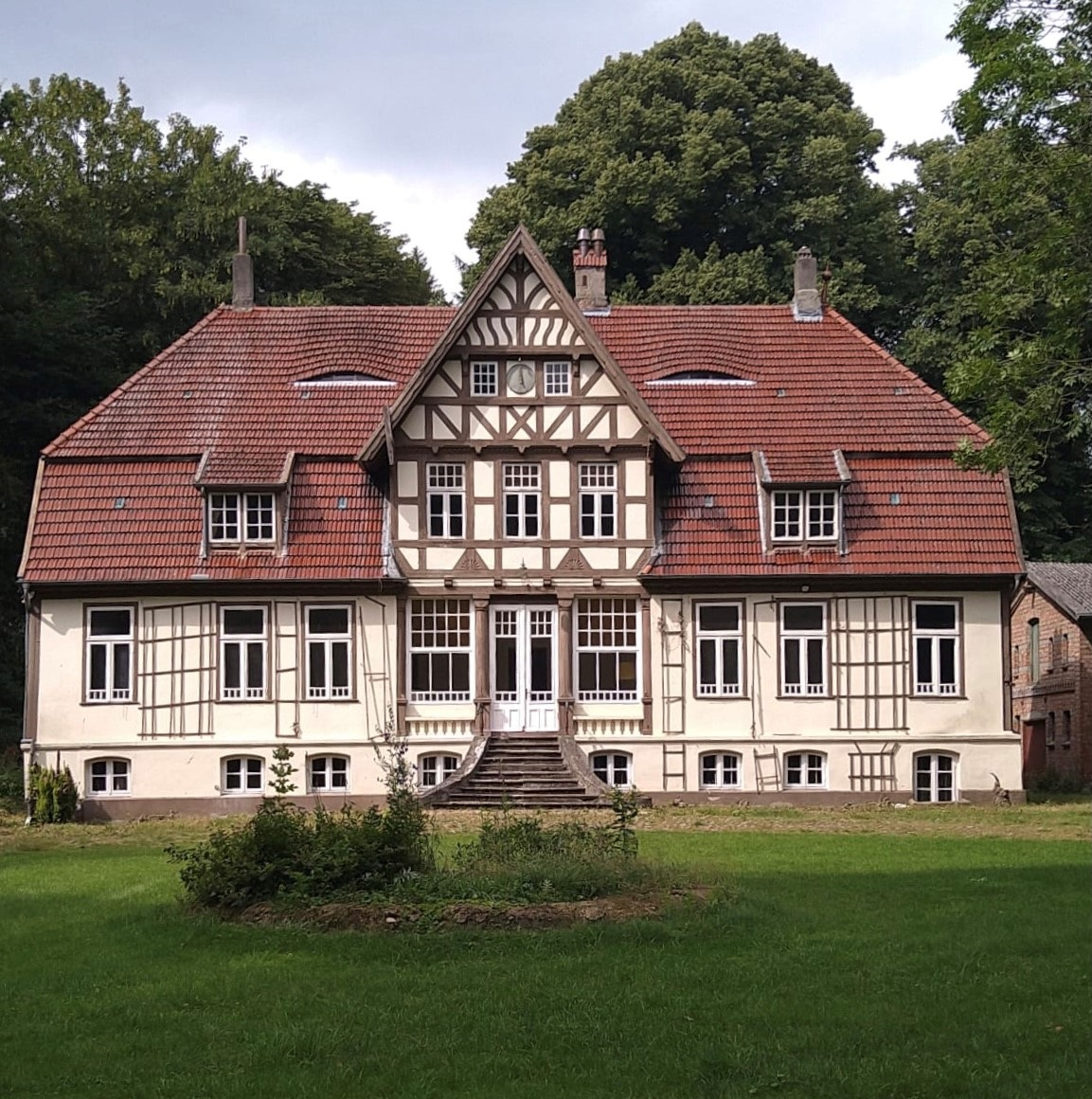
Stammhof Drage
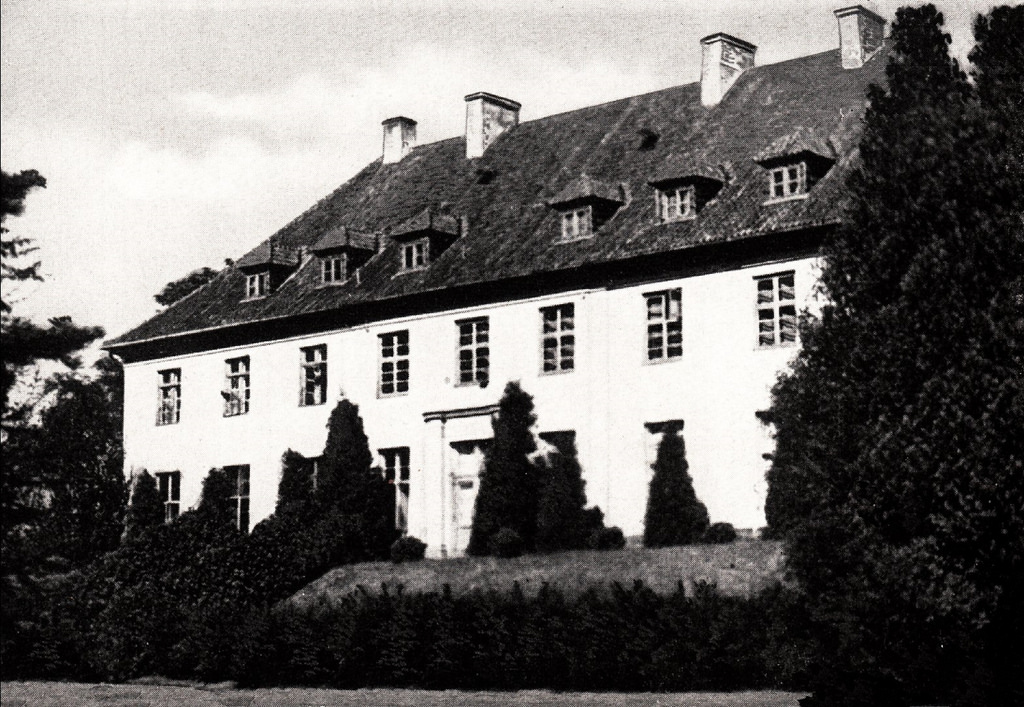
Fuchshöfen
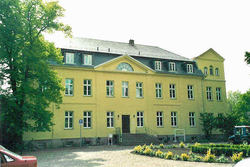
Kläden
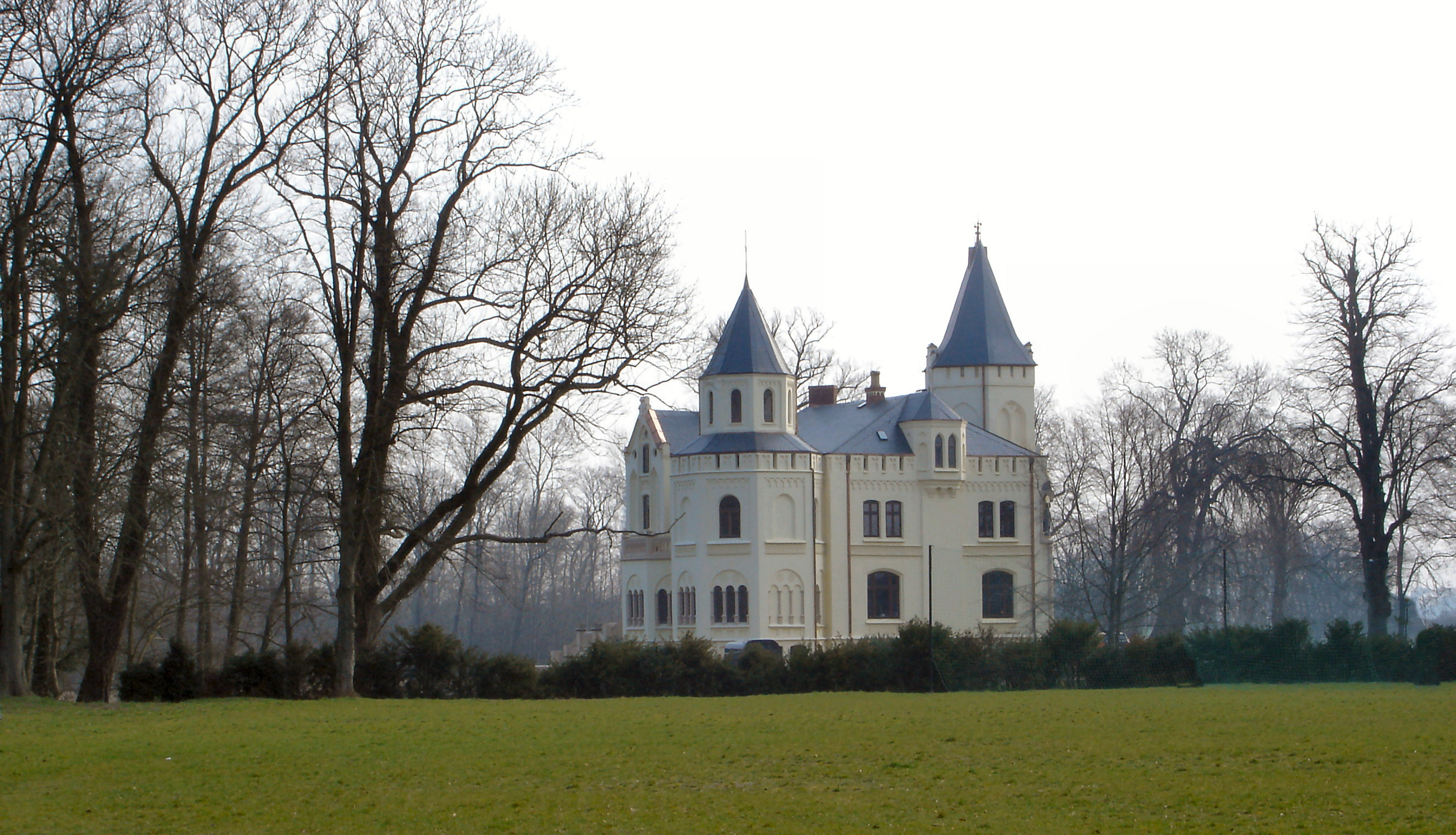
Lützow
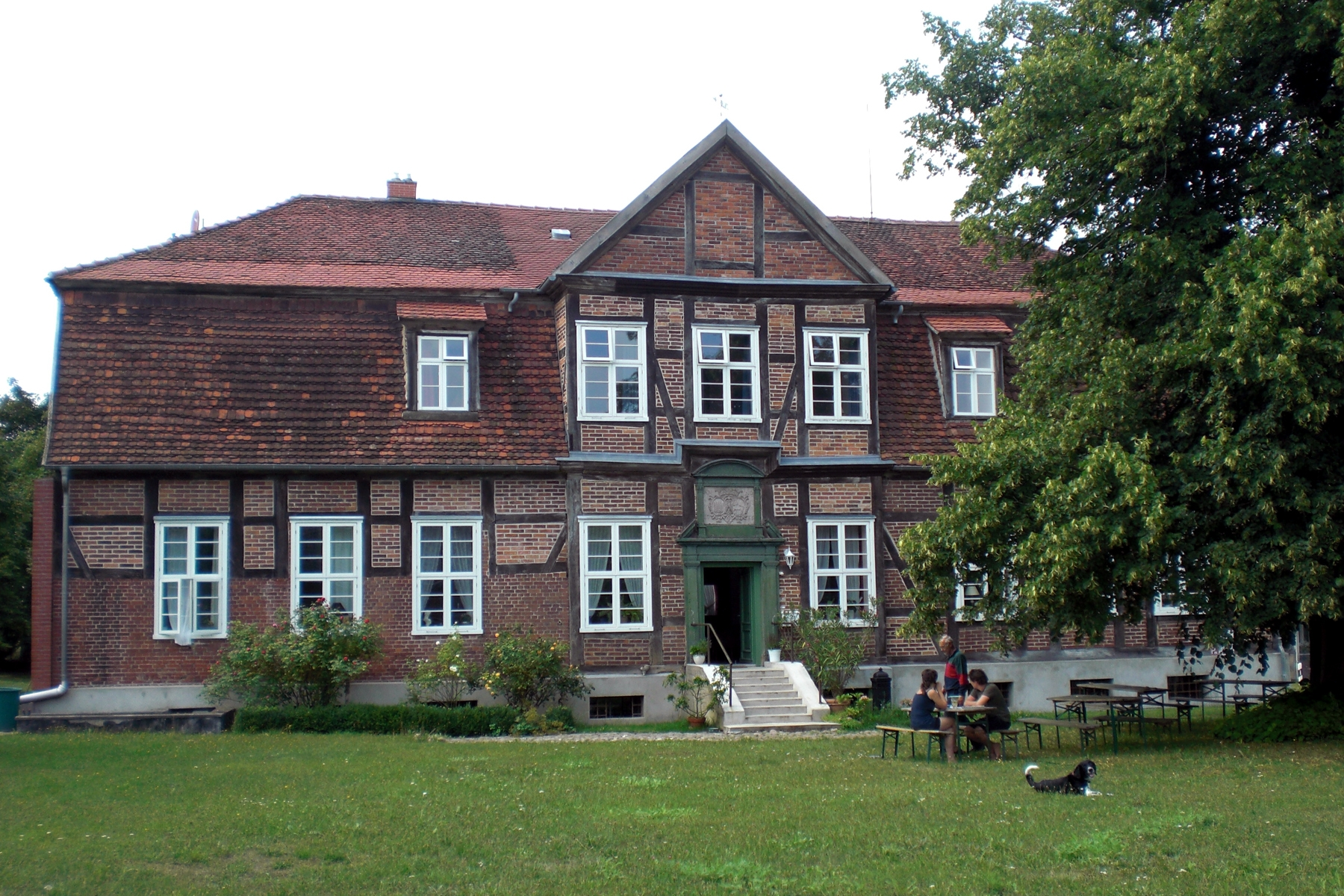
Schwiessel
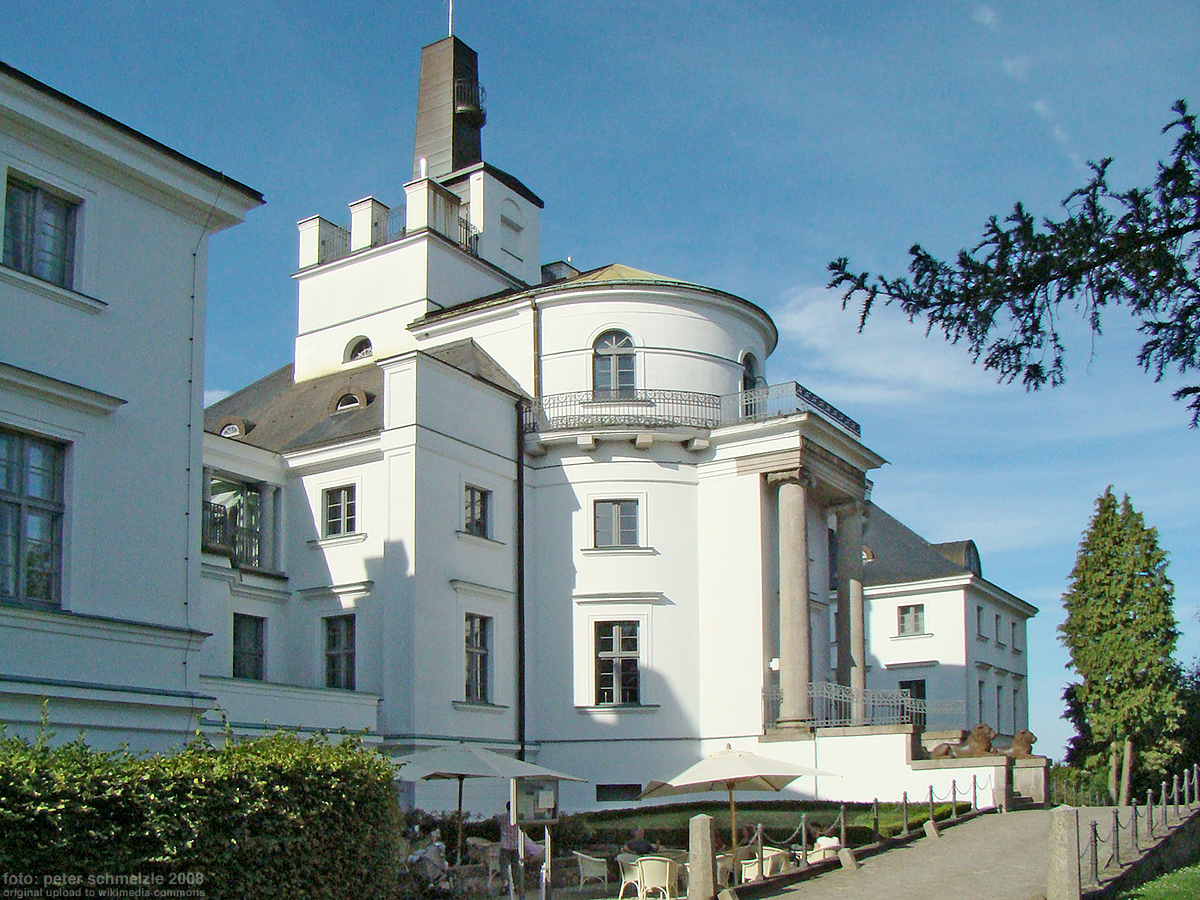
Burg Schlitz
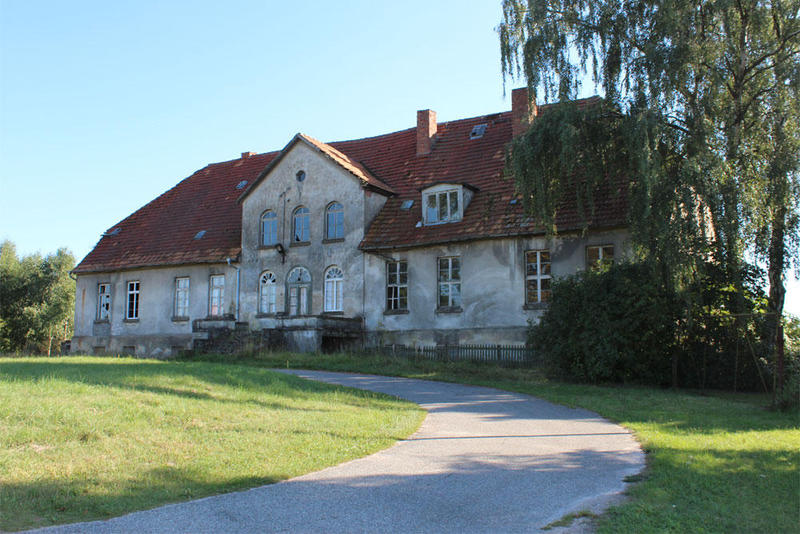
Tarzow
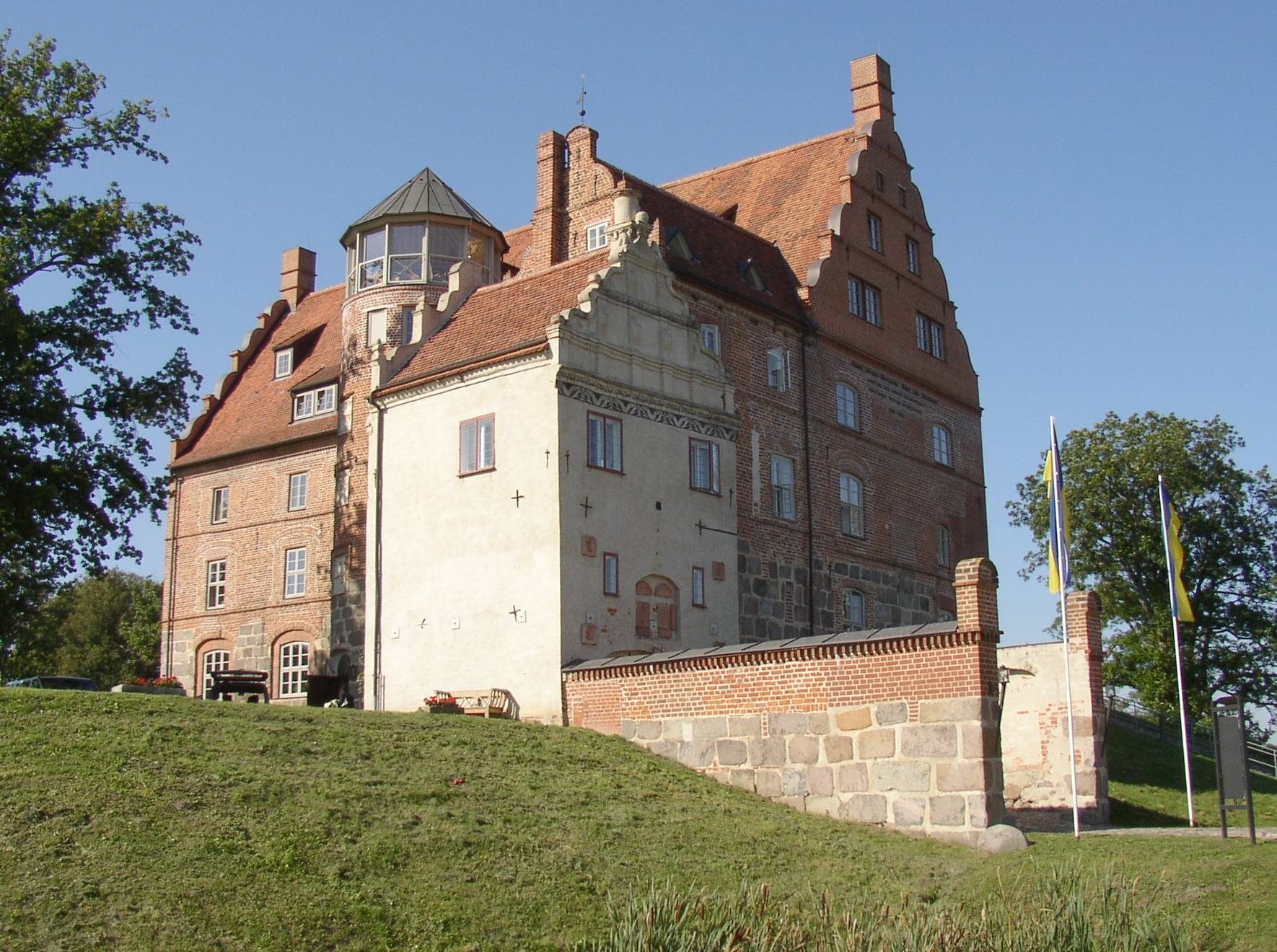
Ulrichshusen
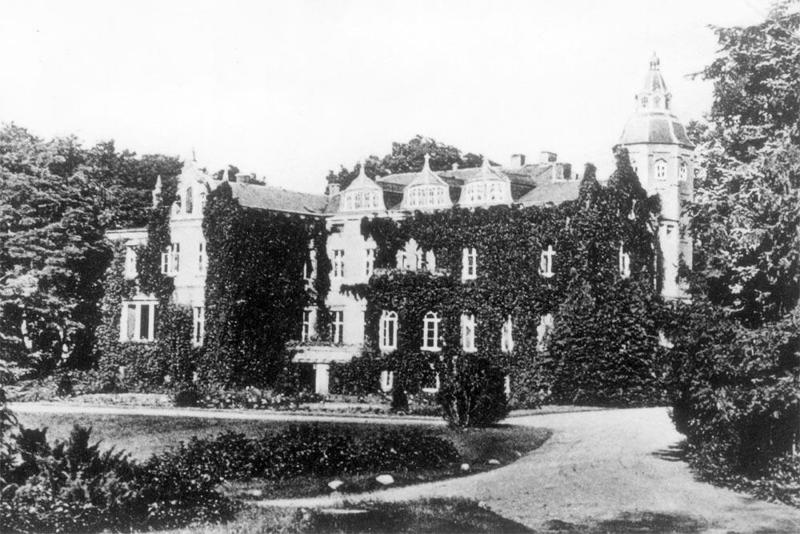
Wesselstorf

Die Bassewitz erbauten zwei der schönsten barocken Herrenhäuser in Mecklenburg, Hohen Luckow (ab 1707) und Prebberede (ab 1772), mit Diekhof besaßen sie (ab 1845) ein drittes.

## Bekannte Familienmitglieder
Chronologisch je Linie, für alphabetische Aufzählung siehe Bassewitz

### Mecklenburgische Hauptlinie(Herren von Bassewitz)

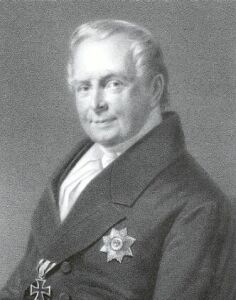
Friedrich Magnus von Bassewitz

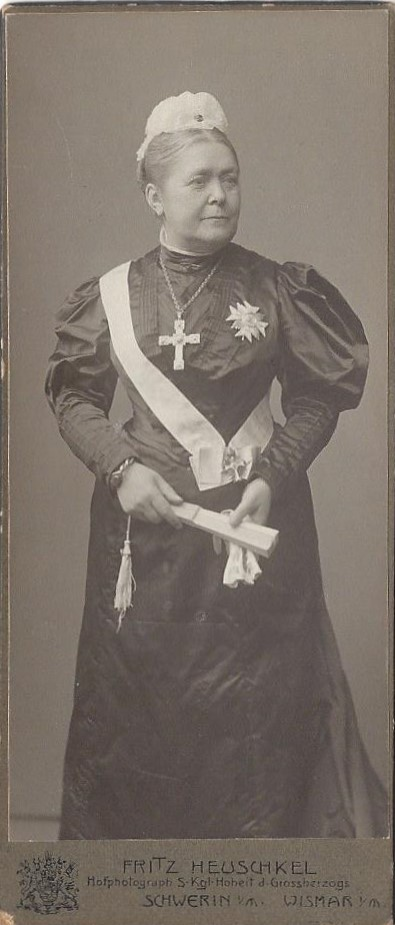
Auguste Elenore von Bassewitz

- Heinrich Vicke von Bassewitz (1469–1517), mecklenburgischer Gutsbesitzer auf Hohen Luckow, Bülow, Kahlenberg, Levetzow, Wendorf (später Schönhof) und Thorstorf; 1506 Teilnehmer an der Fehde gegen Lübeck
- Joachim von Bassewitz (vor 1509–1560), mecklenburgischer Gutsbesitzer und 1523 Mitunterzeichner der Großen Landes-Union
- Joachim von Bassewitz (1537–1610), auf Levetzow, Thorstorf und Wendorf (Schönhof), mecklenburgischer Landrat, Klosterhauptmann von Dobbertin, Dompropst
- Karl Ulrich von Bassewitz (1601–1666), auf Wendorf (Schönhof) und Thorstorf (1642 getauscht gegen Klein Walmstorf), deutsch-dänischer Offizier und mecklenburgischer Vizelandmarschal
- Joachim Lütke von Bassewitz (1656–1745), Klosterhauptmann von Dobbertin, Delegierter zum Engeren Ausschuss des mecklenburgischen Landtags und deutsch-schwedischer Offizier; Herr auf Klein Walmstorf und Wendorf (Schönhof)
- Christoph von Bassewitz (1670–1745), bayreuthischer Geheimer Rat, Generalmajor und Erbauer des Herrenhauses von Hohen Luckow
- Hellmuth Otto von Bassewitz (1673–1736), Generalfeldzeugmeister und Kommandierender General des Fränkischen Reichskreises
- Ulrich Carl von Bassewitz (1679–1715), kaufte Neuhof bei Warin, deutsch-schwedischer General im Großen Nordischen Krieg
- Adolf Friedrich von Bassewitz (1681–1740), deutsch-schwedischer Offizier, unterzeichnete 1719 als Königlich großbritannisch-braunschweig-lüneburgischer Gesandter den Friedensvertrag zwischen Schweden und Großbritannien; Herr auf Bibow, Jarchow, Hasenwinkel, Holldorf, Klappenkruge und Neuhof
- Detlof Hans von Bassewitz (1688–1764), deutsch-schwedischer Oberstleutnant, Teilnehmer an der Fronde gegen Herzog Carl Leopold, Mitunterzeichner des LGGEV und Ritter des Ordens de la sincerité, Gutsbesitzer auf Wendorf (Schönhof) und Klein Walmstorf (verkauft), ab 1740 auf Bibow, Jarchow, Holldorf, Neuhof, Hasenwinkel und Klappenkruge, ab 1749 auf Hohen Luckow
- Ulrich Carl Adolph von Bassewitz (1729–1798), mecklenburgischer Gutsbesitzer auf Wendorf (ab 1789 Schönhof), erwarb Schimm und Tarzow, preußischer Offizier, letzter gemeinsamer Ahn der heutigen Angehörigen der Familie von Bassewitz in der Mecklenburgischen Hauptlinie
- Henning Adam von Bassewitz (1731–1770), Braunschweig-Wolfenbüttelscher Geheimrat, Oberkämmerer und Gesandter am Immerwährenden Reichstag in Regensburg. Er war verheiratet mit Conradine Louise Freiin v. Osten und wohnhaft in Regegensburg in der Gesandtenstr. Nr. 8. Bassewitz wurde begraben am 23. Dezember 1770 auf dem Gesandtenfriedhof bei der Dreieinigkeitskirche. Ein Grabdenkmal ist nicht erhalten.[15]
- Christian Siegfried von Bassewitz (1755–1831), dänischer Generalleutnant
- Friedrich Magnus von Bassewitz (1773–1858), Regierungspräsident in Potsdam und Oberpräsident der Provinz Brandenburg, Ehrenbürger der Städte Berlin und Potsdam
- Joachim Adolf von Bassewitz (1774–1838), auf Schönhof, Mecklenburg-Strelitzscher Geheimrat und Landrat
- Ulrich Carl Adolph von Bassewitz (1781–1866), Ehrenbürger der Stadt Wismar, auf Schimm und Tarzow
- Barthold Johann von Bassewitz (1782–1827), Herzoglich sachsen-gothaischer Kammerherr und Oberforstmeister, durch Heirat Herr auf Fuchshöfen in Ostpreuße
- Hermann von Bassewitz (1858–1930), preußischer Generalleutnant
- Joachim Adolph von Bassewitz (1859-1918), Konteradmiral der Kaiserlichen Marine
- Hans Barthold von Bassewitz (1867–1949), Staatsminister vom Herzogtum Sachsen-Coburg und Gotha
- Gerdt von Bassewitz (1878–1923), Schriftsteller
- Horst von Bassewitz (1932–2020), Architekt
- Gert von Bassewitz (* 1942), deutscher Fotograf und Buchautor

### Wendische Hauptlinie (seit 1726Grafen von Bassewitz)

Henning Friedrich Graf von Bassewitz (1680–1749), Holstein-Gottorp’scher Geheimratspräsident, 1726 Reichsgraf

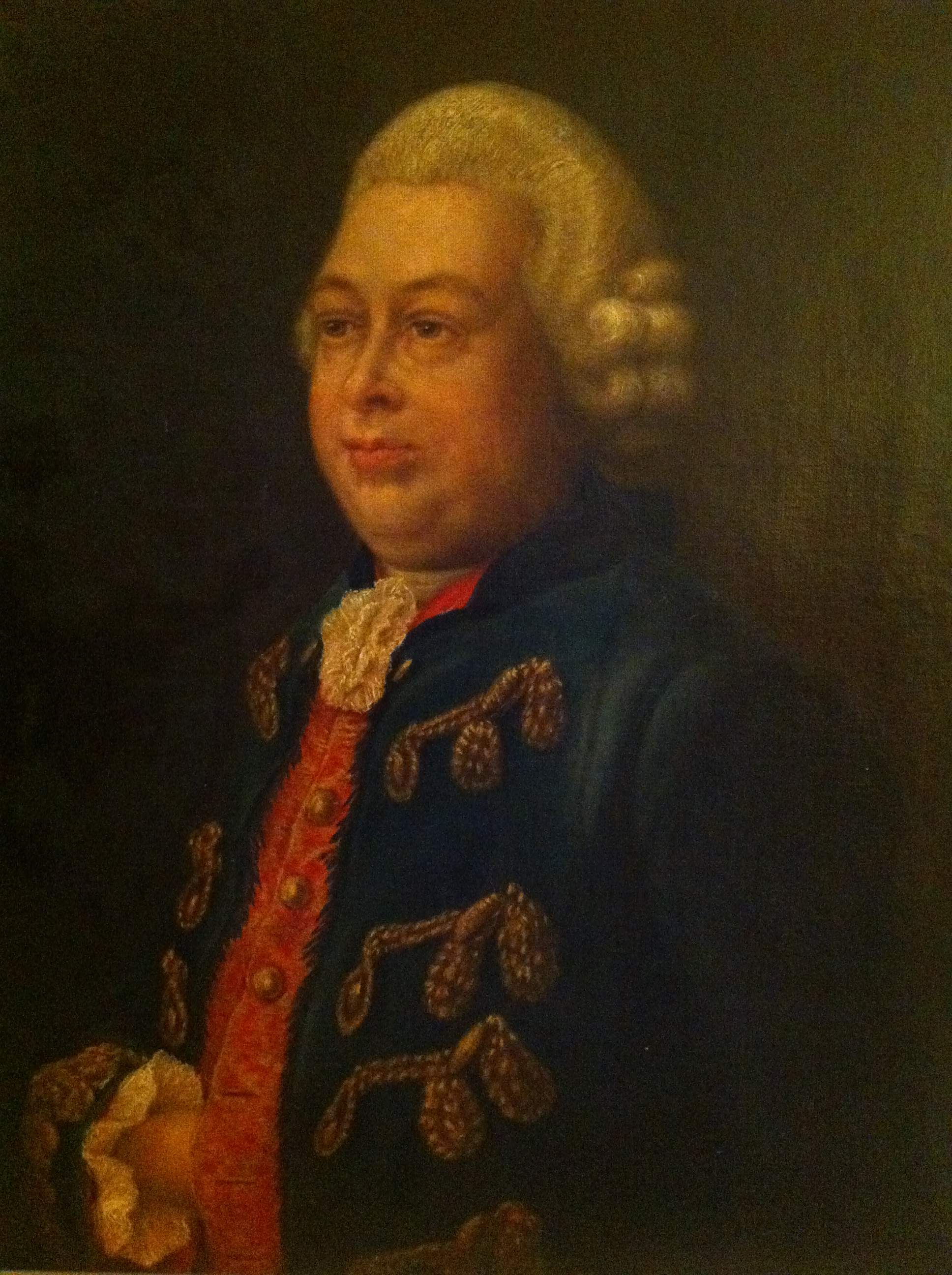
Carl Friedrich Graf von Bassewitz (1720–1783), Mecklenburg-Schwerinscher Geheimratspräsident, Bauherr von Schloss Prebberede

- David von Bassewitz (1557–1624), mecklenburgischer Rat und Hofmeister, Herr auf Dalwitz, Prebberede und Wohrenstorf
- Cuno Wulfrath von Bassewitz (um 1557–1610), mecklenburgischer Landrat, Hofmeister und Provisor des Klosters Dobertin
- Philipp Cuno von Bassewitz (1659–1714), auf Prebberede und Dalwitz, mecklenburgischer Landrat, Provisor des Klosters Dobbertin
- Henning Friedrich Graf von Bassewitz (1680–1749), auf Prebberede, römisch- und russisch-kaiserlicher Geheimrat, Holstein-Gottorp’scher Geheimratspräsident und Oberhofmarschall, Klosterhauptmann von Kloster Dobbertin[16][17], 1726 zum Reichsgrafen erhoben
- Joachim Otto von Bassewitz (1686–1733), Geheimer Rat, Kammerpräsident und Ritter des Alexander-Newski-Ordens, auf Dalwitz, Stierow, Stechow und Holz-Lübchin
- Sabina Elisabeth Oelgard von Bassewitz (1716–1790), Schriftstellerin, ⚭ Bernhard Matthias Graf von Bassewitz (1706–1783) auf Dalwitz
- Joachim Otto Adolph Graf von Bassewitz (1717–1791), Gutsbesitzer auf Wohrenstorf, Weitendorf und Horst, dänischer Geheimrat, Kammerherr, Stifter der Grabkapelle im Lübecker Dom
- Carl Friedrich Graf von Bassewitz (1720–1783), Mecklenburg-Schwerinscher Geheimratspräsident, Domherr (Hamburg), Gutsbesitzer auf Prebberede, Jahmen, Grieve, Wozeten, Wardow, Bauherr von Schloss Prebberede (1772 bis 1778)
- Joachim Ludolf von Bassewitz (1721–1786), königlich polnischer und kursächsischer Geheimrat und Geheimrat von Ansbach Bayreuth, Herr auf Lühburg, Repnitz und Basse
- Philipp Cuno Christian von Bassewitz (1722–1769), deutscher Hofbeamter und Operndirektor
- Bernhard Friedrich Graf von Bassewitz (1756–1816), Mecklenburg-Schwerinscher Geheimratspräsident, Domherr (Lübeck), auf Prebberede, Jahmen, Grieve, Dalwitz, Stierow, Stechow, Wardow, Wozeten, Spotendorf, Perlin, Söhring und Holz Lübchin
- Adolph Christian Graf von Bassewitz (1758–1821), Lübecker Domherr
- Carl Christoph Graf von Bassewitz (1784–1837), Mecklenburg-Schwerinscher Geheimer Kammerrat, Herr auf Reez, Viecheln, Lüdershagen, Senioratsherr auf Wohrenstorf, Horst und Weitendorf
- Adolph Christian Ulrich Graf von Bassewitz (1787–1841), Mecklenburg-Schwerinscher Kammerherr, Domherr (Lübeck), Herr auf Prebberede, Jahmen und Grieve
- Adolph Graf von Bassewitz (1813–1887), Senior der Familie[18]
- Henning Graf von Bassewitz (1814–1885), Präsident des Staatsministeriums von Mecklenburg-Schwerin und Reichstagsabgeordneter, Herr auf Schwiessel, Walkendorf und Dorotheenwalde
- Bernhard Graf von Bassewitz-Levetzow (1846–1899), deutscher Majoratsherr und Parlamentarier
- Friedrich Graf von Bassewitz (1855–1928), mecklenburgischer Politiker, Herr auf Burg Schlitz, Karstorf, Görzhausen, Hohen Demzin und Ziddorf
- Carl Graf von Bassewitz-Levetzow (1855–1921), Mecklenburg-Schwerin'scher Staats- und Außenminister, Herr auf Bristow, Glasow, Grube und Tessenow, Fideikommissherr auf Kläden und Darnewitz (Altmark)
- Gerd Graf von Bassewitz (1856–1945), mecklenburgischer Kammerherr, Herr auf Dalwitz, Stierow, Stechow, Lühburg, Basse, Strietfeld und Repnitz
- Cuno Graf von Bassewitz (1856–1930), mecklenburgischer Kammerherr und (letzter) Provisor Kloster Dobbertin, Herr auf Perlin
- Rudolf Graf von Bassewitz (1881–1951), Diplomat, zuletzt Chef des Protokolls im AA, Mitherr auf Prebberede, Jahmen und Grieve
- Werner Graf von Bassewitz-Levetzow (1894–1964), deutscher Offizier, auf Kläden und Darnewitz
- Georg-Henning Graf von Bassewitz-Behr (1900–1949), Generalleutnant der Waffen-SS
- Bernd Graf von Bassewitz-Levetzow (1900–1965), Kommendator des Johanniterordens[19]
- Hennecke Graf von Bassewitz (1935–2022), deutscher Diplomat und Ministerialdirigent im Auswärtigen Amt
- Christian Graf von Bassewitz (* 1940), Privatbankier
- Heinrich Graf von Bassewitz (* 1954), Landwirt
- Sebastian Graf von Bassewitz (* 1963), Journalist, Stellvertreter des Chefredakteures (Bunte), eh. stellv. Chefredakteur (Bild (Zeitung))

### Gedruckte Quellen
- Mecklenburgisches Urkundenbuch (MUB)
- Mecklenburgische Jahrbücher (MJB)

### Ungedruckte Quellen
Landeshauptarchiv Schwerin (LHAS)
- LHAS 1.1-12 Verträge mit dem Reich.
- LHAS 1.1-13 Verträge mit außerdeutschen Staaten.
- LHAS 2.11-2/1 Auswärtige Beziehungen mit Reich (Acta externa)
- LHAS 2.26-3 Großherzogliches Marstallamt.
- LHAS 3.2-3/1 Landeskloster/Klosteramt Dobbertin.
- LHAS 3.2-3/2 Landeskloster/Klosteramt Malchow.
- LHAS 4.12-4/1 Mecklenburg-Strelitzsches Ministerium, Abteilung Finanzen.
- LHAS 5.12-7/1 Mecklenburg-Schwerinsches Ministerium für Unterricht, Kunst, geistliche und Medizinalangelegenheiten.
- LHAS 5.12-9/7 Landratsamt Schönberg.
- LHAS 10.9 L/06 Personennachlass Lisch, Friedrich. (1801–1883)
- LHAS 10.23-11 Mecklenburgischer Ritterschaftlicher Kreditverein, Mecklenburgische Landschaft.
- LHAS 11.3-1/3 Familiengeschichtliche Sammlung von Pentz.

Landeskirchenarchiv Schwerin (LKAS)
- LKAS, OKR Schwerin, Specilia Abt. 1–4.
- LKAS, OKR Schwerin, Handakten der Präsidenten.
- LKAS, OKR Schwerin, Mecklenburg-Schwerinsche Landesregierung, Kirchenwesen.

Stadtarchiv Rostock
- Bürgermeister und Ratskollegium, Kämmerei.

Stadtarchiv Schwerin
- Magistrat, Bürger und Einwohnerrecht.

Stadtarchiv Stralsund
- Gerichtswesen, Quartierkammer und Steuerverwaltung.

Stadtarchiv Wismar
- Prozeßakten des Ratsgerichts 1518–1699.
- Kastenarchiv Techen.
- Städtisches Waisengericht.
- Nachlässe.

## Sonstige Anmerkungen
1. ↑  Théodore de Resnesse zählt in seinem Dictionnaire des Figures Héraldiques II, Brüssel 1895, hunderte von Adelsfamilien auf, die den ganzen Keiler oder einen Keilerkopf im Wappen tragen.
2. ↑  Otto Höfler behandelt in seinem Beitrag Zur Herkunft der Heraldik in der Festschrift für Hans Sedlmayr, C. H. Beck Verlag, München 1962, insbesondere den Keiler als Wappensymbol und beschreibt, dass dieses schon in vorheraldischer Zeit Verwendung fand, wie etwa die Ausgrabung eines Helm aus dem 7. Jahrhundert mit einer Keilerfigur in Schweden beweist. Einen ähnlichen Fund aus derselben Zeit gab es auch im englischen Derbyshire. Er nennt insgesamt 913 europäische Adelsfamilien mit entsprechenden Wappen, auch Wildschweinhauer allein kommen vor.
3. ↑  beschädigtes Original im Staatsarchiv Schwerin
4. ↑  Ein Fresko von Prof. Fritz Greve in der Sternberger Stadtkirche zeigt den Landtag an der Sagsdorfer Brücke bei Sternberg. In der Krone einer Eiche über dem Fürstenzelt, in einer gotischen Bogennische, zeigt das Gemälde die Wappenschilde der mecklenburgischen landeingesessenen Familien, u. a. auch das der Familie von Bassewitz.
5. ↑  Das aus dem Dänischen ins Niederdeutsche entlehnte Wort Basse bezeichnet in der Jägersprache einen Keiler, d. h. ein männliches Wildschwein. Vgl. auch Mecklenburgisches Wörterbuch, Band 1, S. 649, Lemma Bass5.